# Liste des personnages de Once Upon a Time
 (septembre 2016).
- Si vous ne connaissez pas le sujet, laissez ce bandeau (vous pouvez alors contacter les auteurs).
- Si vous supprimez le contenu mis en cause (vous pouvez préalablement contacter les auteurs),

argumentez précisément cette suppression dans la page de discussion
(un manque de référence n'est pas un argument ; une recherche réelle de référence doit avoir été effectuée, être formellement documentée).
 (décembre 2014).

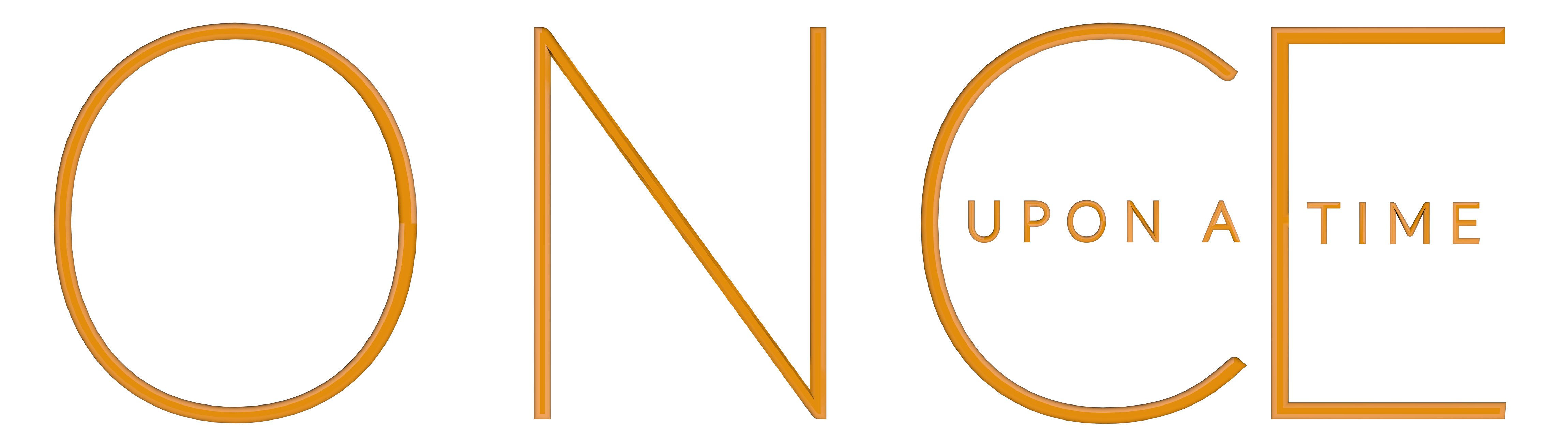
Logo de Once Upon a Time

Cet article présente les personnages principaux de la série télévisée américaine Once Upon a Time (jusqu'à la saison 6).

## Personnages principaux
Légende :  = Principal
Légende :  = Récurrent
Légende :  = Invité
| Rôle                                                 | Acteur / Actrice      | Nombre d'épisodes | Nombre d'épisodes | Nombre d'épisodes | Nombre d'épisodes | Nombre d'épisodes | Nombre d'épisodes | Nombre d'épisodes | Total | Statut  |
| Rôle                                                 | Acteur / Actrice      | Saison 1 (22)     | Saison 2 (22)     | Saison 3 (22)     | Saison 4 (22)     | Saison 5 (23)     | Saison 6 (22)     | Saison 7 (22)     | Total | Statut  |
| ---------------------------------------------------- | --------------------- | ----------------- | ----------------- | ----------------- | ----------------- | ----------------- | ----------------- | ----------------- | ----- | ------- |
| Regina Mills / La méchante Reine / Roni              | Lana Parrilla         | 22                | 20                | 22                | 22                | 22                | 22                | 19                | 149   | Vivante |
| Emma Swan / La Sauveuse                              | Jennifer Morrison     | 22                | 21                | 22                | 22                | 22                | 22                | 2                 | 133   | Vivante |
| Mary Margaret Blanchard / Blanche-Neige              | Ginnifer Goodwin      | 22                | 21                | 22                | 22                | 21                | 21                | 1                 | 130   | Vivante |
| Henry Mills (Jeune)                                  | Jared S. Gilmore      | 21                | 22                | 19                | 21                | 21                | 21                | 5                 | 130   | Vivant  |
| Henry Mills (Adulte)                                 | Andrew James West     |                   |                   |                   |                   |                   | 2                 | 21                | 23    | Vivant  |
| David Nolan / Prince Charmant                        | Joshua Dallas         | 18                | 22                | 22                | 22                | 22                | 18                | 1                 | 125   | Vivant  |
| M.Gold / Rumplestiltskin / Weaver                    | Robert Carlyle        | 19                | 19                | 19                | 21                | 20                | 19                | 19                | 136   | Décédé  |
| Kilian Jones / Capitaine Crochet / Rogers            | Colin O'Donoghue      |                   | 15                | 22                | 22                | 22                | 22                | 22                | 125   | Vivant  |
| Belle French / Lacey                                 | Emilie de Ravin       | 3                 | 15                | 17                | 18                | 15                | 17                | 2                 | 87    | Décédée |
| Zelena, la méchante sorcière de l'ouest / Kelly West | Rebecca Mader         |                   |                   | 10                | 5                 | 17                | 17                | 7                 | 56    | Vivante |
| Robin des bois                                       | Sean Maguire          |                   |                   | 12                | 13                | 17                | 6                 | 1                 | 49    | Décédé  |
| Ruby / Scarlett, le petit chaperon rouge             | Meghan Ory            | 17                | 12                | 4                 |                   | 3                 |                   |                   | 36    | Vivante |
| Archie Hopper / Jiminy Cricket                       | Raphael Sbarge        | 9                 | 7                 | 6                 | 1                 |                   | 9                 | 1                 | 33    | Vivant  |
| Neal Cassidy / Baelfire                              | Michael Raymond-James |                   | 11                | 15                |                   | 1                 |                   |                   | 27    | Décédé  |
| August / Pinocchio                                   | Eion Bailey           | 11                | 2                 |                   | 4                 |                   | 2                 |                   | 19    | Vivant  |
| Will Scarlet / Valet de cœur                         | Michael Socha         |                   |                   |                   | 14                |                   |                   |                   | 14    | Vivant  |
| Graham Humbert / Le chasseur                         | Jamie Dornan          | 8                 | 1                 |                   |                   |                   |                   |                   | 9     | Décédé  |
| Lucy Mills                                           | Alison Fernandez      |                   |                   |                   |                   |                   | 2                 | 21                | 23    | Vivante |
| Cendrillon / Jacinda Vidrio                          | Dania Ramirez         |                   |                   |                   |                   |                   |                   | 21                | 21    | Vivante |
| Raiponce / Madame Trémaine / Victoria Belfrey        | Gabrielle Anwar       |                   |                   |                   |                   |                   |                   | 10                | 10    | Décédée |
| Tiana / Sabine                                       | Mekia Cox             |                   |                   |                   |                   |                   |                   | 14                | 14    | Vivante |
| Mère Gothel / Eloise Gardener                        | Emma Booth            |                   |                   |                   |                   |                   |                   | 7                 | 7     | Vivante |

## Emma Swan / La Sauveuse / La Ténébreuse

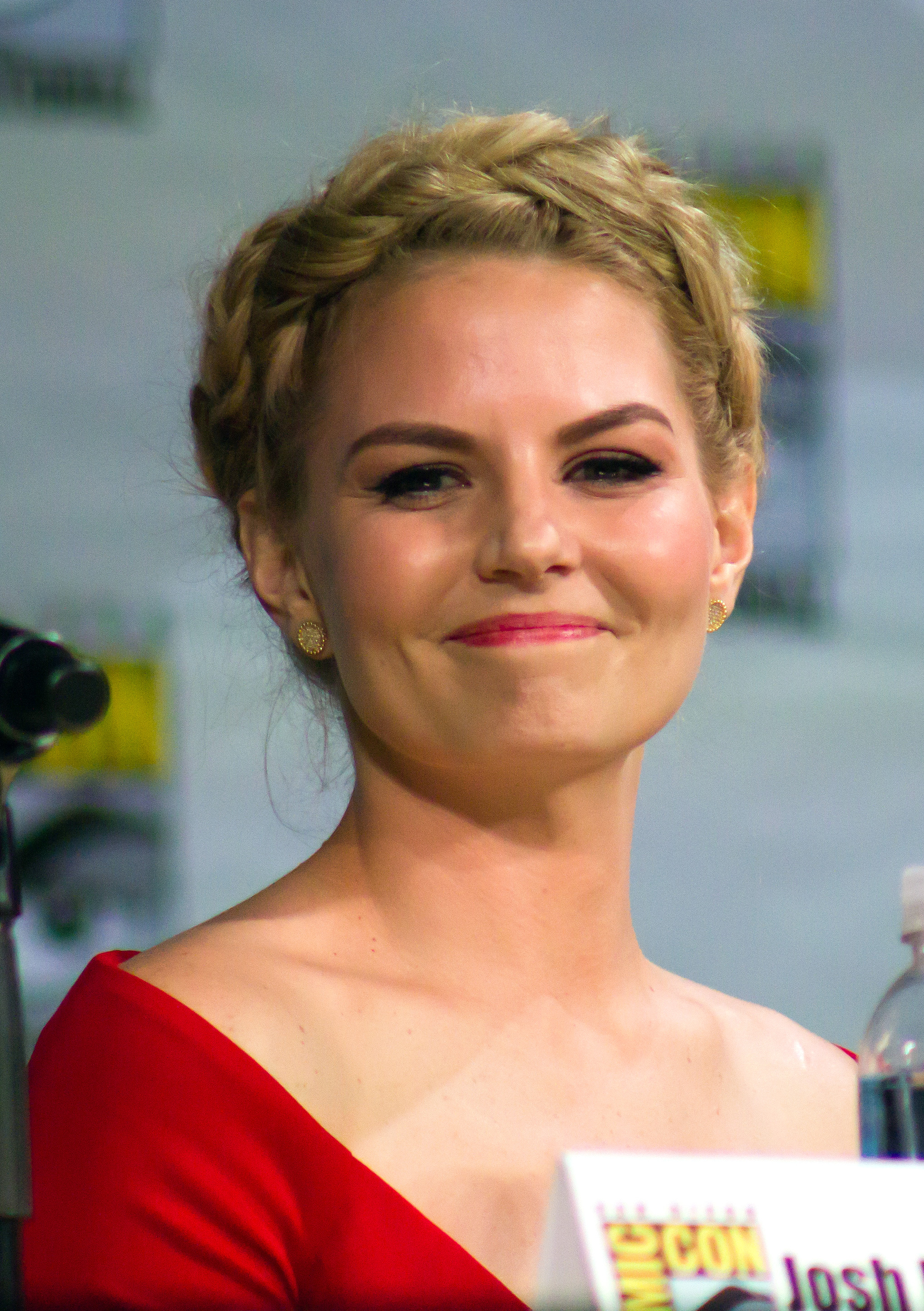
Jennifer Morrison, l'interprète d'Emma Swan

Emma est la fille de Blanche-Neige et Charmant, la mère d'Henry Mills (de Neal/Baelfire) et de Hope Jones (de Killian), la sœur de Neal Nolan, la petite-fille du roi Léopold et de la reine Eva par sa mère, la petite-fille de Ruth par son père et également nièce de James. Elle fut la petite-amie de Neal Cassidy (le père d'Henry) puis à partir de la saison 3, elle entame une relation amoureuse avec Killian Jones (alias le capitaine Crochet) qui devient trois ans plus tard son époux.
C'est le personnage principal de la série et est connu sous différent surnom : « la Sauveuse » (The Savior en anglais) puis « la Ténébreuse » (The Dark One/The Dark Swan en anglais) lors du final de la saison 4 et de la saison 5.
Emma est le fruit du véritable amour de ses parents ce qui fait qu'elle possède de puissants pouvoirs magiques de magie blanche. Emma est très puissante, son statut de Sauveuse et ses origines lui ont donné la magie.

### Saison 1
Blanche-Neige et Charmant doivent faire face au terrible sort de la Méchante Reine. Après avoir appris de Rumplestiltskin que leur fille serait la clé pour briser ce sort, ils demandent à Geppetto de construire une armoire dans un tronc fait de bois magique afin d'y mettre leur fille sur le point de venir au monde. Lorsque le sort est jeté, le tronc d'arbre emporte Emma dans un nouveau monde dans lequel elle grandit dans plusieurs familles d'accueil, donne naissance à un enfant qu'elle abandonne, et devient garante de caution. Le jour de ses 28 ans, un jeune garçon prénommé Henry la convainc de le suivre dans le Maine, dans une petite ville nommée Storybrooke. Là, le jeune garçon tente de lui faire comprendre que la ville est peuplée de personnages de contes et que le Maire, Regina Mills, est l'instigatrice d'un sort jeté sur les habitants. Emma apprend également qu'Henry est l'enfant qu'elle a abandonné dix ans auparavant. Très vite, une tension se crée entre Regina, la mère adoptive d'Henry, et Emma. Tout au long de la saison, elle conforte Henry dans son idée sans pour autant vraiment croire que la ville a subi un sort. Lors de l'arrivée d'August Booth lui révélant sa vraie destinée, Emma décide de quitter la ville. Par un concours de circonstance, elle reste et Regina tente de l'empoisonner mais c'est Henry qui en paie les frais. Présumé mort, c'est grâce à un baiser d'amour véritable donné par Emma qu'il est sauvé et qu'elle brise le sort jeté par Regina. Emma retrouve alors ses parents, Mary Margaret et David, ainsi que son fils.

### Saison 2
Au début de la deuxième saison, Emma et Mary Margaret sont aspirées par un portail qui les mènent vers la forêt enchantée. Elles y font la rencontre de la princesse Aurore, du prince Phillip et de Mulan qui les aident à retourner à Storybrooke. Elles font également la connaissance du capitaine Crochet qui travaille au côté de Cora, la mère de Regina. De retour à Storybrooke, Emma aide Gold à retrouver son fils, Baelfire. Accompagnés d'Henry, ils entreprennent un voyage jusqu'à New York où Emma apprend que Baelfire n'est autre que Neal, son ex-petit ami, également père d'Henry. Ils retournent tous ensemble à Storybrooke où un homme nommé Greg Mendell et la fiancée de Neal, Tamara, projettent de détruire la magie. Après que Greg ait torturé Regina et Tamara, tiré puis envoyé à travers un portail Neal, les deux comparses enlèvent Henry et traversent un autre portail. Emma embarque alors avec Crochet, Regina, Gold, Mary Margaret et David pour un nouveau royaume : le Pays Imaginaire.

#### Flashbacks (2001)
Emma rencontre Neal lorsqu'ils sont sur le point de voler la même voiture. Seulement, Neal fuit quelque temps plus tard sans explication. Emma ne sait pas à ce moment qu'August (alias Pinocchio) veille sur elle et a obligé Neal à partir afin qu'Emma poursuive sa destinée.

### Saison 3
Dans la première partie de la saison, Emma, accompagnée de Regina, Gold, Mary Margaret, Crochet et David, est confrontée à un nouvel ennemi : Peter Pan. Ce dernier détient Henry et a besoin de lui pour son mystérieux plan. Tous les six recherchent le jeune garçon à travers l'île sur laquelle ils rencontrent la fée Clochette, les enfants perdus et l'ombre de Pan. Lors de leur retour à Storybrooke, après avoir sauvé Henry, les habitants s'aperçoivent que ce dernier est en réalité Peter Pan qui a interverti son esprit avec le jeune homme. Peter lance un nouveau sort sur la ville, obligeant Emma et Henry à quitter la ville laissant les habitants revenir dans la forêt Enchantée. Regina fait en sorte qu'Emma et son fils aient des souvenirs d'un passé commun mais plus aucun concernant la magie.
Un an plus tard, Crochet débarque dans l'appartement d'Emma et Henry qui le prennent pour un fou. Crochet restaure tout de même les souvenirs d'Emma grâce à une potion et ainsi elle retrouve de nouveau sa mère Mary Margaret, enceinte, son père David, Regina, Gold et tous les autres habitants qui ne se souviennent pas de l'année passée. Ce phénomène est dû à une nouvelle habitante qui se fait passer pour une sage-femme, mais qui est en réalité Zelena, la Méchante Sorcière de l'Ouest. Emma apprend alors que son compagnon, Walsh, est un singe volant sous la coupe de la sorcière, et que Gold a fusionné son corps avec Neal afin de sauver ce dernier d'une mort certaine. Tout au long de cette seconde partie, Emma et Crochet se rapprochent, sentant une connexion entre eux. Emma, selon la volonté de Neal, sauve Gold et réussit à capturer Zelena, qui est tuée par Gold. Lors du final de la saison, Crochet et elle sont transportés dans le monde des contes et bouleversent le cours des choses, sauvant la vie de Marianne et la ramenant à Storybrooke, compromettant par la même occasion la fin heureuse tant convoitée par Regina, alors en couple avec Robin.

### Saison 4
Après que Zelena fut vaincue et une fois revenue de la forêt enchantée, Emma fait la connaissance d'Elsa d'Arendelle, une jeune femme possédant le pouvoir de contrôler la glace et qui recherche désespérément sa sœur Anna. Lors de cette première partie de saison, Emma découvre qu'une nouvelle venue fait partie de son passé. En effet, Ingrid, la tante d'Elsa, est présente à Storybrooke depuis une vingtaine d'années et ne cherche qu'une chose : refonder une famille avec Elsa et Emma. Emma apprend alors qu'Ingrid fut l'une de ses mères d'accueil dans son adolescence. Alors qu'Emma et Elsa font face au sort jeté par Ingrid révélant le côté sombre de chacun, la reine des Neiges comprend enfin son erreur et se sacrifie pour sauver Storybrooke. Emma et les autres habitants renvoient Elsa et sa sœur Anna, qu'elle retrouve entre-temps, vers Arendelle. Par la suite, Emma s'engage dans « L'Opération Mangouste » d'Henry et Regina, consistant à trouver l'Auteur du livre des contes afin que Regina ait sa fin heureuse.
Dans la seconde partie de la saison, Emma est confrontée à son côté sombre. Gold est de retour, après avoir été chassé de Storybrooke, et, accompagné des trois sorcières : Cruella, Ursula et Maléfique, il a dans l'idée de faire basculer Emma dans les ténèbres pour obtenir de l'encre spécial pour l'Auteur tant recherché. Au fil des épisodes, Emma découvre plusieurs secrets : ses parents, tentant de la sauver dans la forêt enchantée, ont envoyé la fille de Maléfique dans un autre monde ; la fille de Maléfique est en fait son ancienne amie d'enfance, Lily ; Marianne est vraiment morte et c'est Zelena, ayant simulé sa mort, qu'Emma a ramené lors de son voyage dans le temps. Lors du final, l'Auteur réécrit une toute nouvelle version de l'histoire dans laquelle Emma se retrouve emprisonnée et enchaînée en haut d'une tour. Elle est libérée par Henry et tous deux arrivent à convaincre Regina, alors dans le rôle de Blanche-Neige, de déclarer sa flamme à Robin, sur le point de se marier à Zelena, constituant la fin du livre d'Isaac. Henry empêche tout ceci d'arriver grâce au sacrifice de Regina. De retour à Storybrooke, Emma se sacrifie à son tour pour sauver Regina, en proie aux ténèbres venant du cœur de Gold, sauvé par l'Apprenti. Emma devient alors « le Ténébreux » et son nom s'inscrit sur la dague.

#### Flashbacks (1998)
Emma est une jeune fille orpheline et passe de famille d'accueil en famille d'accueil. Emma arrive dans une nouvelle famille d'accueil : les Fischer. Sarah, la mère, tient énormément à Emma et c'est ce qui cause le départ d'Emma. Sarah est en réalité Ingrid, la reine des neiges, et a connaissance du potentiel d'Emma. Seulement, cette dernière prend peur et manque de se faire tuer lorsque Sarah la pousse sur la route pour la tester. Emma s'enfuit. Quelque temps plus tard, elle fait la rencontre de Lily, une jeune fille avec qui elle se lie immédiatement d'amitié. Elles se recroisent plusieurs fois lors de leur adolescence vivant quelques péripéties. Leurs chemins se séparent à la suite d'une bêtise de Lily qui fait perdre à Emma sa famille d'accueil. Elles ne se reverront que lorsqu'Emma comprendra que Lily est la fille de Maléfique.

### Saison 5
Emma réapparaît à Camelot et est hantée par l'esprit des anciens Ténébreux prenant la forme de Rumplestiltskin. Elle tente en vain de combattre les ténèbres en elle qui la consument. Elle fait la connaissance de Merida, une jeune princesse à la recherche de ses petits frères et de vengeance. L'une apprendra de l'autre et vice versa. Alors qu'Emma est sur le point de tuer Merida afin d'acquérir un feu follet, Killian, Regina, Henry, Mary Margaret et David débarquent et l'empêchent de la tuer. Tous ensemble, ils reviennent jusque chez Granny, arrivés dans la Forêt grâce à la baguette de l'Apprenti. C'est alors qu'ils rencontrent Arthur et le suivent jusqu'à Camelot.

#### Six semaines plus tard
Emma est réellement devenue la Ténébreuse et semble prête à faire payer les habitants de Storybrooke qui ne se souviennent pas de ce qu'il s'est passé à Camelot. Plus aucun habitant de Storybrooke ne fait confiance à Emma depuis qu'elle est devenue la Ténébreuse. Une lutte contre les Ténèbres commence, Emma est décidée à montrer qu'elle n'est pas méchante envers sa famille. Henry finit par la croire et l'aide à combattre Killian qui est lui aussi devenu le Ténébreux à cause d'Emma. Celle-ci va le tuer (sur demande de celui-ci) afin de libérer Killian et elle-même d'Excalibur. M. Gold reprend la fonction de Ténébreux et Emma part aux Enfers avec Regina, Robin, Mary Margaret, David et Henry afin de sauver Killian.
Emma, Mary Margaret, David, Regina, Robin, Henry et M. Gold arrivent aux Enfers qui ressemblent étrangement comme deux gouttes d'eau à Storybrooke. Ils cherchent Killian en vain, celui-ci est tenu prisonnier par Hadès, le dieu des Enfers. Ils croisent d'anciennes connaissances décédées comme Cora, Peter Pan, la Sorcière Aveugle, James, Cruella De Vil ou Milla. Emma part à la recherche de Killian mais découvre que la forteresse d'Hadès, lieu où est emprisonné Killian, est gardé par une bête monstrueuse : Cerbère. Mary Margaret pense que son ancien ami Hercule, mort et résidant aux Enfers, peut les aider. Avec un peu de mal et avec l'aide de Mary Margaret, ils parviennent à délivrer Megara, qui avec Hercule quitte les Enfers pour aller dans un meilleur endroit. Car les Enfers est un lieu où toutes les âmes des défunts se réunissent car elles ont des affaires inachevées, et quand elles parviennent à les achever ou pas, elles peuvent soit partir dans un meilleur endroit, soit dans un pire.
Peu à peu, les héros réussissent à sauver quelques âmes ce qui énerve Hadès qui se sert de Killian pour les piéger aux Enfers en gravant leur nom sur des pierres tombales.
Emma réussit à retrouver et sauver Killian, tant bien que mal, et celui-ci leur raconte l'horrible plan d'Hadès. Pendant ce temps, M. Gold paie les conséquences de ses actes car il y a bien longtemps, pour sauver son fils, Baelfire, alors empoissonné, il conclut un pacte avec un sorcier en échange duquel il lui léguerait son deuxième enfant. Par manque de chance, Hadès se restitue ce pacte et M. Gold découvre que Belle est enceinte et qu'Hadès veut son bébé.
Killian retrouve son frère qui pensent pouvoir l'aider à vaincre Hadès, mais celui-ci fut corrompu par le dieu des Enfers.
C'est alors qu'à Storybrooke Zelena revint bien décidé à récupérer son enfant, mais Hadès ouvre un portail jusqu'à son monde et y ramène Belle et Zelena, qui ne lui ait pas inconnue car Hadès et Zelena ont connu un début de romance à Oz.
Cette fois-ci, Hadès est aidé de Zelena qui trouve peu à peu sa rédemption et se rapproche de sa sœur Regina, grâce à Cora.
Malgré tout, Hadès met à exécution son plan, renonçant à l'enfant de M. Gold, pour son amour envers Zelena, et les téléporte tous deux à Storybrooke pour y régner. Emma, Mary Margaret, David, Regina, Henry, Robin, M. Gold et Belle rentrent à contre-chœur à Storybrooke, ne trouvant pas de moyens de sauver Killian.
À Storybrooke, Regina tente de faire entendre raison à sa sœur, qui ne voulut rien entendre. Hadès finit par tuer Robin le second véritable amour de Regina, et Zelena dépitée tua son grand amour Hadès avec un objet magique et puissant appelé le Crystal de l'Olympe. Killian fut ramené à la vie sous l'ordre de Zeus qui le félicite pour son aide.
Grâce au Crystal de l'Olympe, M. Gold décida alors de s'emparer de toute la magie. Henry, bien décidé à l'en empêcher, par sur les traces de son père à New York et détruit la magie, menacé par M. Gold et recherché par Emma et Regina. Pendant ce temps, Mary Margaret, David, Killian et Zelena sont téléportés dans un autre monde, celui des Histoires Secrètes, où ils font la malencontreuse rencontre de M. Hyde.
Quant à Regina et à l'aide des découvertes du Dr Jekyll, elle réussit à se séparer de son double maléfique et essaya de la tuer. En vain, puisque celle-ci décide de lui rendre la monnaie de sa pièce. Tandis que M. Hyde entre à Storybrooke, aidé par M. Gold.

#### Flashbacks (1989)
Enfant, Emma se rendit au cinéma voir le film Merlin l'Enchanteur. Alors qu'elle vole une tablette de chocolat à une dame, un homme habillé en ouvreur, lui dit qu'elle ne devrait pas faire ça. La jeune s'en veut mais ce que l'homme veut dire c'est qu'un jour Emma aura l'occasion de retirer l'épée Excalibur de son rocher et qu'elle ne devra pas le faire.
SAISON 6 
Emma voit des images qui la terrifiante elle veut en savoir plus ses vision une aura venue du pays des histoires non raconte lui explique une partie de sa avenir qu´elle voit. 

## Regina Mills / la Méchante Reine/ Madame le Maire/ "The Good Queen" / Roni

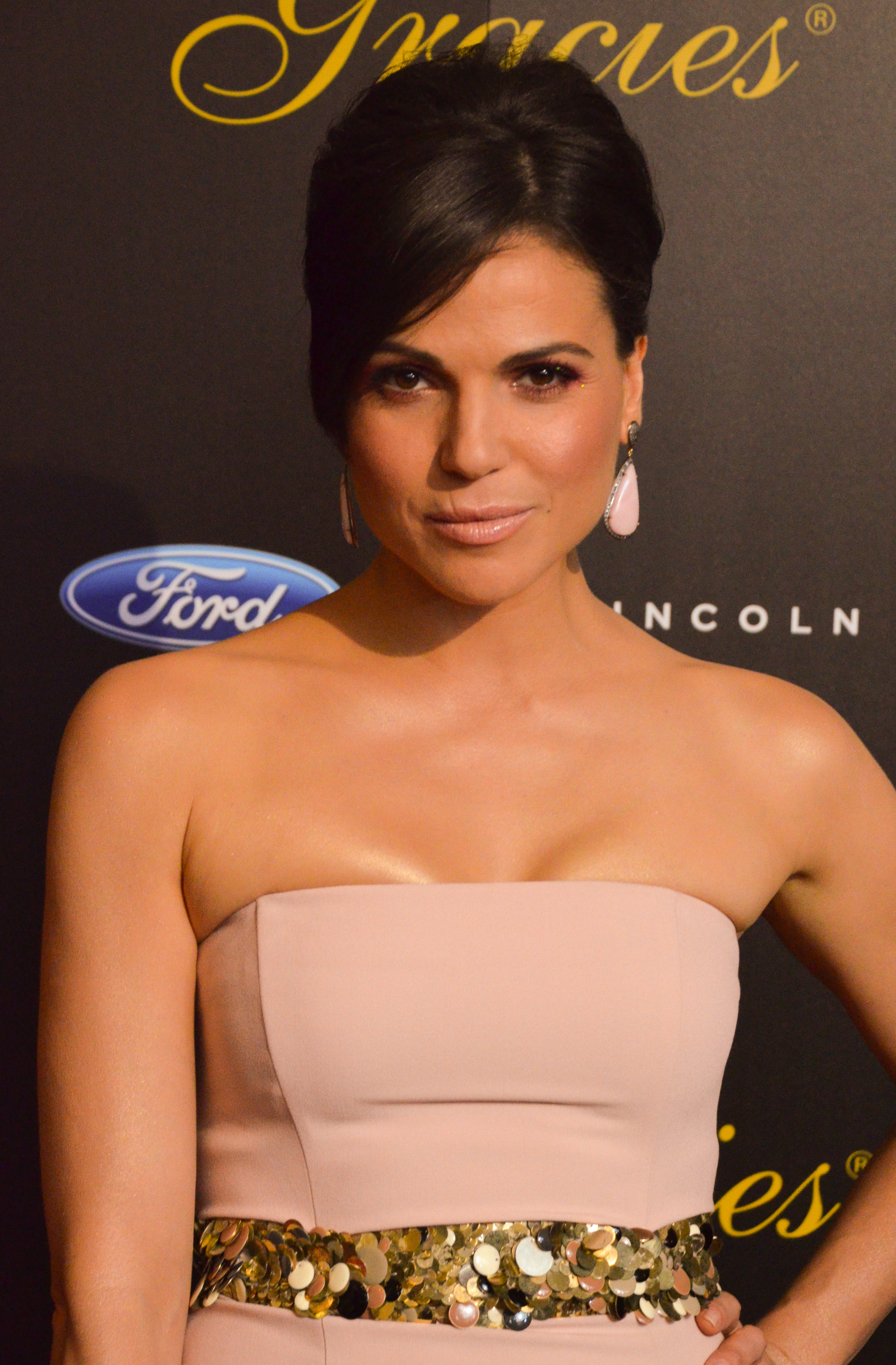
Lana Parrilla, l'interprète de Régina Mills

Régina est la Méchante Reine, fille de Cora (la reine des cœurs) et Henry (un roi). Elle devient reine en épousant le roi Léopold, devenant ainsi la belle-mère de Blanche-Neige. Instigatrice du Sort Noir, elle devient maire de Storybrooke, adopte Henry, le fils d'Emma. Elle a également une demi-sœur, Zélena, la Méchante Sorcière de l'Ouest.
En tant que Reine, Rumpelstilkin lui apprenait la magie.
Plus tard, Regina devient une magicienne avec de puissants pouvoirs magiques elle est une adversaire très redoutable.

### Saison 1
Lors du mariage de Blanche-Neige et Charmant, Regina débarque et prévient tous les habitants de la forêt enchantée qu'elle compte obtenir sa fin heureuse. Elle jette alors le Sort Noir, qu'elle obtient de Rumpelstilkin, sur la forêt enchantée et tous les personnages des contes sont téléportés dans un nouveau royaume : la Terre. Regina a, en effet, créé la ville de Storybrooke dans le Maine. Regina est la seule à se souvenir de son passé en tant que Méchante Reine. Elle a le contrôle sur tous les habitants et est heureuse de pouvoir malmener de temps à autre Mary Margaret Blanchard (l'alter ego de Blanche-Neige), notamment en lui présentant David Nolan (l'alter ego de Charmant), dans le coma depuis le début du sort, puis, plus tard, en la présentant à Kathryn (l'alter ego de la princesse Abigail), la femme de David. Elle entretient une relation avec Graham, le shérif (l'alter ego du Chasseur) qu'elle tue en écrasant son cœur lorsqu'il rompt avec elle. Elle cache également à Gold le fait que sa dulcinée, Belle, est toujours vivante et gardée captive par le maire. Elle se rend compte qu'Henry sait à propos du sort et le fait consulter le Dr Archie Hopper (l'alter ego de Jiminy Cricket). Son plan machiavélique est mis à mal lorsque son fils adoptif ramène sa mère Emma à Storybrooke. La tension monte entre les deux femmes au point où Regina décide de la convaincre de repartir. Cette tentative ayant échoué, elle va jusqu'à vouloir empoisonner la jeune femme mais c'est Henry qui en fait les frais en mangeant la pomme. Lorsque le sort est levé et la magie apportée par Gold, Regina s'enferme chez elle.

#### Flashbacks
Avant le Sort Noir
Dans sa jeunesse, Regina est contrainte par sa mère, Cora, de se marier avec le roi Léopold. Elle confie à sa jeune belle-fille, Blanche-Neige, qu'elle est amoureuse de Daniel. Seulement, la jeune fille, innocente, le dit à Cora. Depuis lors, elle met tout en œuvre pour détruire le bonheur de Blanche-Neige. Plus tard, elle est bannie par Blanche-Neige et Charmant et décide alors de les punir et de détruire leur bonheur. Le Sort Noir que Rumpelstilkin lui remet implique un sacrifice. Regina tue alors son père, l'être qu'elle aime le plus au monde.

### Saison 2
Dans cette seconde saison, la mémoire des habitants étant revenue, Regina sait très bien que la rancune de certains pourrait causer sa perte. Alors qu'Emma et Mary-Margaret ont été renvoyées non loin de la forêt enchantée, Cora, la mère de Regina, arrive à Storybrooke en compagnie du capitaine Killian « Crochet » Jones. Cora convainc sa fille d'obtenir la dague du Ténébreux afin d'acquérir son pouvoir. Seulement, Regina et Cora font face aux habitants de Storybrooke. Dans cette tentative, Cora est tuée par Mary Margaret afin de sauver Gold, revenu blessé de New York. Regina se renferme à nouveau jusqu'à ce que Mary Margaret, noyée dans sa culpabilité et ses remords, s'offre au maire. Regina, voyant que la noirceur s'installait dans le cœur de Mary Margaret, la laissa repartir. À la fin de la saison, Regina est torturée par Greg Mendell qu'elle avait rencontré au début de la malédiction et avec qui elle avait eu une mésaventure. Greg venait rechercher son père mais aussi détruire la magie avec l'aide de Tamara. Pour cela, les deux compères enlevèrent Henry et s'enfuirent au pays imaginaire. Regina se joint alors à Crochet, Emma, Mary Margaret, David et M. Gold à bord du Jolly Roger afin de sauver son fils.

#### Flashbacks
Avant le Sort Noir
Regina rencontre un certain Rumpelstilkin qui lui enseigne la magie et comment la pratiquer. Dubitatif au départ, Regina prend vite le goût à la magie. Par la suite, elle pousse sa mère dans un miroir qui l'envoie au pays des merveilles. Malheureuse depuis la mort soudaine de Daniel mais aussi dans son mariage, Regina fait appel à un Génie pour tuer le roi. C'est à la suite de cet événement qu'elle est surnommée « la Méchante Reine » (The Evil Queens en anglais). Elle fait appel, sous les conseils précieux de Rumpelstilkin, au Dr Frankenstein, présent dans un autre monde, afin de ramener Daniel mais en vain. À un autre moment, Regina tente une énième fois de tuer Blanche-Neige mais tombe dans un piège. Sur le point d'être exécutée, Regina est épargnée par Blanche-Neige, persuadée que la Méchante Reine se repente. Piégée de nouveau par Rumpelstilkin, Regina est bannie du royaume. Quelques années plus tard, préparant sa malédiction, Regina fait appel à Crochet pour se débarrasser de Cora mais ne le fait finalement pas et s'associe même à la Reine des Cœur.
Après le Sort Noir (1983)
Après avoir lancé sa malédiction, Regina se réveille dans la peau d'une mairesse d'une petit bourgade du Maine : Storybrooke. Elle visite donc la ville, y croise Blanche-Neige devenue Mary Margaret Blanchard, institutrice ; Jiminy Cricket devenu Archie Hopper, le psychologue, accompagné de son chien Pongo ; Geppetto devenue Marco, le mécanicien ; Rumpelstiltskin, devenu M. Gold et qui semble avoir perdu ses souvenirs, lui aussi. Chaque jour, elle refait le même chemin entre chez elle et chez Granny (l'alter-ego de la veuve Lucas) jusqu'à ce qu'un jour, un homme et son fils arrivent à Storybrooke alors que Regina pensait que la ville était invisible aux yeux des humains. Elle se lie alors d'amitié avec le petit garçon, Owen, et son désir d'avoir un enfant devient de plus en plus important pour elle. Mais l'homme et son petit garçon décident de partir et de reprendre la route après que le père ait aperçu Regina tenant le cœur du shérif dans la main. Finalement, Graham intercepte la voiture et les deux hommes. Owen réussit néanmoins à fuir Storybrooke. Regina décide alors de créer une ligne imaginaire qui rendrait invisible la ville de Storybrooke.

### Saison 3
Dans la première partie de la saison, elle se rend au pays imaginaire aux côtés d'Emma, Mary Margaret, David, Gold et Crochet pour sauver Henry, désormais otage de Peter Pan. Après être revenue à Storybrooke avec Henry, elle s'aperçoit, tout comme les autres, que l'esprit de Peter Pan avait pris possession d'Henry. Peter Pan décide alors de lancer une malédiction sur Storybrooke. Ne pouvant l'arrêter, Regina ne put que la modifier afin de renvoyer tous les habitants dans la forêt enchantée. Cependant, Emma et Henry appartiennent au vrai monde, n'étant pas des personnages de contes. Regina décide alors de leur créer des souvenirs communs et d'effacer tous liens avec Storybrooke et ses habitants.
Dans la seconde partie de la saison, Regina apprend qu'elle a une nouvelle rivale qui est également sa demi-sœur : Zelena, la Méchante Sorcière de l'Ouest (The Wicked Witch). De retour à Storybrooke, les habitants ne se souviennent pas de l'année passée dans la forêt enchantée. Regina semble avoir regagné de l'estime chez certains habitants, notamment auprès d'Emma. Et ces liens qui se renforcent sont utiles lorsque la couverture de Zelena, la sage-femme, est compromise, révélant ainsi les vrais plans de la sorcière verte. Entre-temps, elle se rapproche notamment de Robin des Bois, ce qui la conforte dans l'idée qu'elle peut accéder à sa fin heureuse. C'est sans compter sur la voyage dans le temps d'Emma et Crochet qui ramènent avec eux Marianne, la femme de Robin.

#### Flashbacks
Avant le Sort Noir
Regina vient se réjouir devant Rumpelstiltskin. Ce-dernier la met en garde et sait qu'un jour elle viendra lui demander son aide.
Après le Sort Noir (2001)
Regina consulte le Dr Hopper ne se remettant toujours pas du départ d'Owen pour lequel elle s'était pris d'affection. Archie lui conseille alors d'adopter un enfant. Voulant éviter les longues procédures administratives, elle demande alors à M. Gold de lui trouver un enfant à adopter au plus vite, ce qu'elle obtient quelques mois plus tard. Seulement, le bébé ne cesse de pleurer et le Dr Whale (l'alter-ego de Frankenstein) ne peut rien faire sans connaître les antécédents familiaux. Sydney (l'alter-ego du Génie, enfermé par la suite dans un miroir devenant le Miroir Magique de Regina) est chargé de retrouver le dossier de la mère du petit garçon. Comprenant que la mère de cet enfant n'est autre que la fille de Blanche-Neige et Charmant, « la Sauveuse », elle rend, furieuse, une visite impromptue à M. Gold qui nie savoir de quoi elle parle. Voulant rendre l'enfant, elle décide tout de même de la garder (elle n'a jamais su que l'autre famille qui voulait l'enfant était John et Michael, les frères de Wendy, retenue prisonnière par Peter Pan) et prend une potion afin d'oublier ces événements et ne plus craindre l'arrivée d'une sauveuse.
Après la malédiction de Peter Pan / Avant le second Sort Noir
Tous les habitants sont de retour dans la forêt enchantée. Après de nombreuses péripéties, notamment face à Zelena, Regina entreprend de créer une nouvelle malédiction afin de faire revenir tout le monde à Storybrooke. Alors que pour cette nouvelle malédiction, le prix était toujours de sacrifier le cœur d'un être cher, Blanche-Neige fait ce sacrifice en tuant Charmant. Blanche-Neige convainc alors Regina de couper son cœur en deux sauvant ainsi Charmant.

### Saison 4
Lors de la première partie de cette quatrième saison, Regina fait face au retour de Marianne mais n'en tient pas rigueur à Emma, hormis lors du sort jeté par Ingrid, la reine des neiges. Elle entreprend également l'« Opération Mangouste » avec son fils Henry afin de retrouver l'Auteur du livre de contes que possède Henry. Regina se dit que grâce à l'Auteur, elle aura sa fin heureuse même si Robin des Bois, son âme sœur, fut contraint de partir de Storybrooke pour sauver Marianne qui avait le cœur gelé.
Dans la seconde partie, Regina joue les agents doubles en intégrant l'équipe de Gold composée de lui-même, Cruella d'Enfer, Ursula et Maléfique, ressuscitée par les deux premières. Tous les cinq sont à la recherche de l'Auteur pour les rôles puissent s'inverser : les vilains deviennent des héros et obtiennent leurs fins heureuses tandis que les héros deviennent méchants et sont les perdants de l'histoire. L'Auteur est finalement retrouvé et libéré, emprisonné par l'Apprenti dans une page du livre. Rumpelstilkin lui annonce que Robin est à New York. Regina apprend alors que Marianne est vraiment morte dans la forêt enchantée et que c'est Zelena, ayant feint sa mort, qui s'est fait passer pour Marianne. Lorsque Regina se rend à New York, elle apprend que Zelena est enceinte. Ayant aidé Emma à trouver Lily, Regina piège cette dernière et lui prélève du sang pour permettre à l'Auteur d'écrire sa fin heureuse dans laquelle Zelena n'existe pas mais renonce à cet acte. Il se trouve que finalement, Isaac (l'identité de l'Auteur) prête allégeance à Rumpelstilkin et écrit une nouvelle histoire : Héros and Vilains. Dans celle-ci, Regina devient une jeune femme recherchée par Blanche-Neige, la méchante reine. Elle est suivie par Henry qui tente, en vain, de lui faire comprendre qu'il est son fils, que toute cette histoire est une pure invention et qu'il faut retrouver Emma, la sauveuse. Les personnages de contes sont sauvés in extremis grâce à Regina qui se sacrifie pour sauver Henry sur le point de se faire tuer par Rumpelstilkin. Henry, devenu le nouvel Auteur à la suite de l'infraction d'Isaac, annule ce que ce-dernier a créé et tout redevient en ordre à Storybrooke. Le cœur de Gold est purifié des ténèbres qui se dirigent vers Regina et l'emprisonne. Regina est sauvée par Emma qui disparaît après avoir fusionné avec les ténèbres devenant le nouveau « Ténébreux ».

#### Flashbacks
Avant le Sort Noir
Avant de devenir reine, Regina s'est rendue auprès de Maléfique mais se rendit compte que celle-ci était vaincue et sans pouvoir. Elle l'aida alors à reprendre confiance en elle et retrouver la force d'antan. Quelques années plus tard, Regina se rend sur la tombe de Daniel et y rencontre Cora, sa mère. Celle-ci lui fait connaître le shérif de Nottingham. Apprenant la supercherie de sa mère, elle boit une potion qui la fait devenir stérile et renvoie sa mère.

### Saison 5
DANS LE PRÉSENT
Regina aidé les héros pour aller dans forêt faute de manque de pouvoir elle doit faire appel à sa demi-soeur Zelena . Regina arrive avec les faibles de Zelena à indiquer le bon chemin à tempête. Arrive avec le café de Grany Regina  retrouver Emma , La drague lui confier
LA COUR DE ARTHUR 
Regina ce fait passé pour la sauveuse pour protéger Emma devenue la Ténébreuse, entre Robin es elle tout va super bien juste que Robin soit blessé mortellement elle demande de l´aidé à Emma qui accepte voit les ténèbres dans sa tête. Elle as vous qu'elle es en réalité la méchante reine Arthur l´accepte malgré ça. 

## Mary Margaret Blanchard / Blanche-Neige

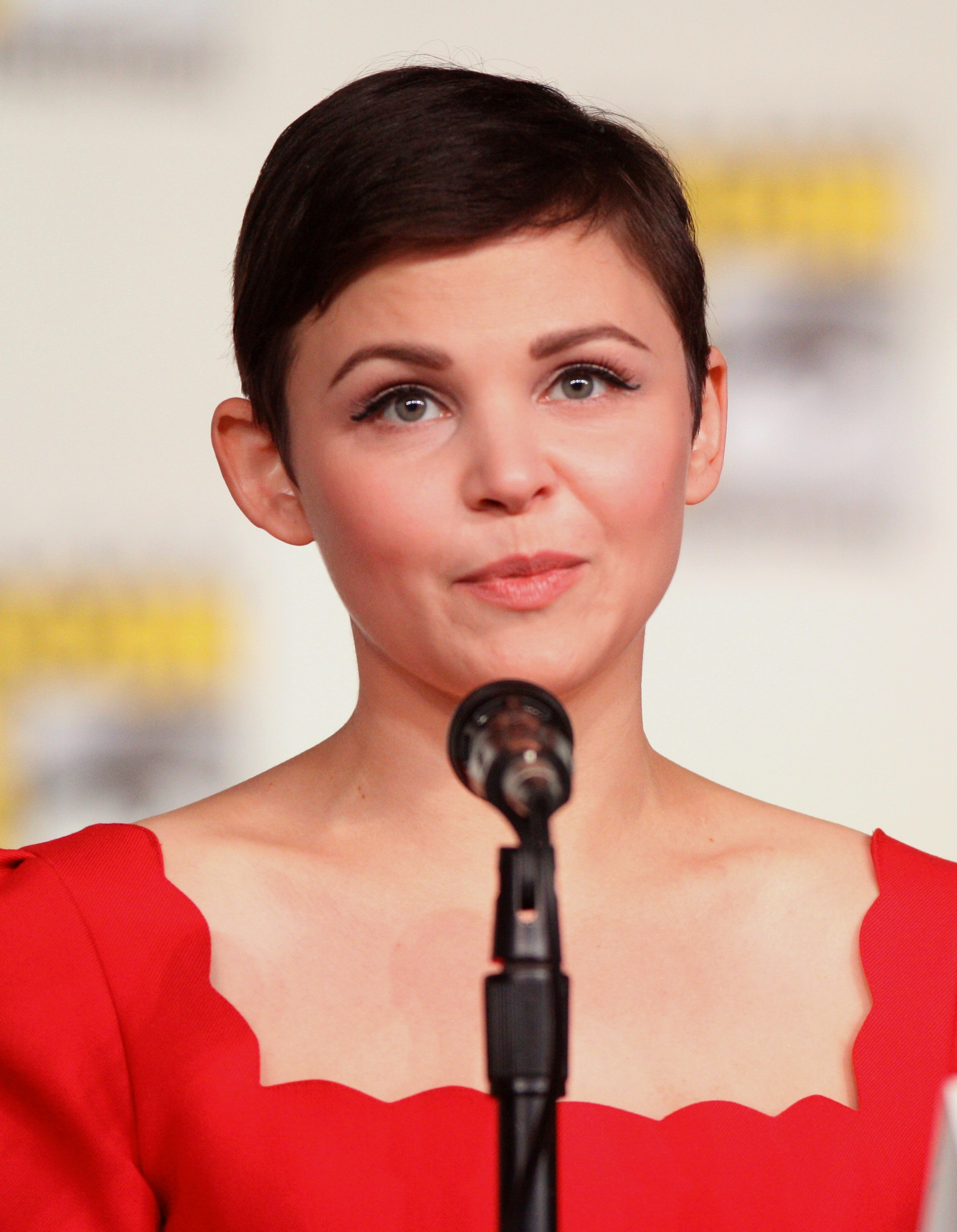
Ginnifer Goodwin, l'interprète de Mary Margaret Blanchard

Blanche-Neige est la fille du roi Leopold et de la reine Eva. Après la mort de sa mère, elle devient la belle-fille de la Méchante Reine Regina. Elle est l'épouse de Charmant, mère d'Emma puis de Neal Nolan mais également grand-mère d'Henry et de Hope. Son alter ego à Storybrooke se prénomme Mary Margaret Blanchard et est institutrice.

### Saison 1
Lors de son mariage avec Charmant, Blanche-Neige voit débarquer Regina, sa terrible belle-mère, les maudissant tous. Quelques mois plus tard, alors que Blanche-Neige est enceinte, le sort a été jeté. Blanche-Neige avait alors prévu de s'enfuir grâce à un tronc magique sculpté par Geppetto dans le nouveau monde vers lequel Regina les envoyait. Seulement, elle accoucha avant que le sort ne les atteigne. Elle place alors son bébé dans le tronc. Avant d'être aspiré par la sort, Blanche-Neige fit face à Regina venue exprimer sa joie de voir le bonheur de sa belle-fille être détruit. À Storybrooke, Blanche-Neige devient Mary Margaret Blanchard, une institutrice. Elle craint le maire Regina qui se donne un malin plaisir à la malmener. C'est Mary Margaret qui donne à Henry le livre de contes lui disant qu'il suffit juste de croire. Se rendant régulièrement à l'hôpital, elle fait la rencontre de David Nolan, dans le coma, et Regina lu fait rencontrer également sa femme, Kathryn Nolan. Malgré cela, Mary Margaret commence à éprouver des sentiments pour David, qui finit par sortir de son coma. Alors qu'il veut fuir la ville, Mary Margaret le retient et, alors que le sort de Regina s'annule, les deux amoureux retrouvent leurs mémoires respectives et rencontrent leur fille Emma qu'ils avaient quitté alors qu'elle venait de naître.

#### Flashbacks
Avant le Sort Noir
Jeune fille, Blanche-Neige perd sa mère, la reine Éva, et fait la connaissance de Regina, sa belle-mère, la nouvelle reine. Alors que la belle-mère et la jeune fille s'entendent plutôt bien, Blanche-Neige fait un faux pas en révélant à Cora, la mère de Regina, que cette-dernière est toujours amoureuse de Daniel. Après la mort soudaine de ce-dernier, Blanche-Neige ne vit que dans le remords et alors que Regina pense à la tuer, elle en décide autrement. Quelques années plus tard, Blanche-Neige est cependant obligée de fuir, Regina étant devenue méchante, aspirée par la magie noire que Rumplestiltskin. Dans la forêt enchantée, Blanche-Neige devient une hors-la-loi et fait la rencontre d'un prince : David. Blanche-Neige lui donne alors le surnom de Charmant (Charming en anglais). Cependant ce-dernier décide de retourner auprès de sa fiancée, la princesse Abigail puis revient vers Blanche-Neige. Tous deux se marient quelque temps plus tard.

### Saison 2
Mary Margaret et Emma sont emportées dans un portail qui les mènent vers un royaume où le Sort Noir n'a pas atteint. Elles font la rencontre de la princesse Aurore, du prince Phillip et de Mulan. Elles font également la rencontre de Lancelot, de Crochet et d'Anton, le géant. Elles finissent pas rentrer à Storybrooke mais ont emmené avec elles Cora, la mère de Regina et Crochet. Alors que Gold est sur le point de mourir, Mary Margaret utilise une bougie magique sauvant Gold mais, car la magie a toujours un prix, tuant Cora, déchaînant ainsi la colère de Regina. Rongée par la culpabilité, Mary Margaret se rend chez le maire et la supplie de la tuer. Seulement, Regina la laisse vivre voyant une pointe de noirceur s'installer dans son cœur. Lorsqu'Henry est enlevé par Greg et Tamara, elle fait partie de l'équipe qui part pour le pays imaginaire.

#### Flashbacks
Avant le Sort Noir
Blanche-Neige et Charmant remportent la bataille contre l'affreux roi George, qui avait pris sous son aile le défunt James, frère jumeau de David. Dans une énième tentative de tuer Blanche-Neige, Regina est arrêtée et condamnée à mort. Blanche-Neige décide alors de l'épargner, ayant foi que son ex-belle-mère puisse encore se repentir. Voulant absolument atteindre la princesse, Regina réitère sa tentative mais échoue une nouvelle fois, ce qui lui vaut d'être bannie du royaume.

### Saison 3
Lors du périple au pays imaginaire, Mary Margaret va apprendre que David a été empoisonné et ne survivra sûrement pas à sa blessure. Après avoir aidé Emma et Regina a sauvé Henry, elle doit retourner dans la forêt enchantée avec tous les autres habitants laissant sa fille seule une nouvelle fois.
L'année suivante, Mary Margaret est enceinte d'un petit garçon convoité par Zelena pour sa malédiction. Mais les plans de cette-dernière ont été compromis et Zelena fut tuée par Gold. Mary Margaret et David décident d'appeler leur fils Neal en hommage à Neal Cassidy qui s'est sacrifié pour sauver son père.

#### Flashbacks
Avant le Sort Noir
Blanche-Neige tente de réunir une armée populaire contre Regina. Celle-ci, lasse de devoir se battre contre sa belle-fille, lui donne l'opportunité d'être tranquille en lui demandant de renoncer à ses droits sur le trône. Charmant refuse que Blanche-Neige cède à la reine et fait appel à Rumplestiltskin. Blanche-Neige récupère alors Excalibur et reprend son royaume. Elle apprend par la suite que l'épée est une fausse créée par Rumplestiltskin et Charmant lui rappelle alors qu'elle a la force et le courage nécessaire pour se battre pour son royaume. Quelque temps plus tard, après que Regina est annoncée la venue prochaine de sa malédiction, Blanche-Neige se lance à la recherche d'une gorgone capable de transformer une personne en pierre. Elle finit par la tuer, sauvant au passage Charmant changé en pierre. Elle avoue à celui-ci qu'elle cherchait un moyen de tuer Regina pour ne plus vivre dans la crainte d'un avenir incertain mais réalise qu'il y aura toujours une menace en travers du chemin les menant vers leur bonheur.
Après la malédiction de Peter Pan / Avant le second Sort Noir
Alors qu'elle apprend sa grossesse, Blanche-Neige planifie avec Regina une nouvelle malédiction qui les renverrait à Storybrooke et leur permettrait de vaincre plus facilement Zelena. Seulement, pour cela, Blanche-Neige fait le terrible choix de sacrifier l'être qu'elle aime le plus au monde : David, son époux. La malédiction est alors complète mais c'est sans compter la perfidie de Zelena qui incorpore au dernier moment une potion qui fera oublier aux habitants leur mission. Blanche-Neige convainc alors Regina de séparer son cœur en deux pour sauver Charmant et le stratagème réussit : David est sauvé.

### Saison 4
Lors de la première partie de cette saison, Mary Margaret devient un personnage de second plan s'occupant de son nouveau-né, Neal, et assistant aux péripéties d'Emma et d'Elsa pour retrouver Anna, la sœur de la seconde. Lors du sort de vue brisée lancée par la reine des neiges, Regina et elle se lancent dans un combat quelque peu épique, le sort faisant ressortir leur côté obscur. Plus tard, elle est présente lors du départ d'Elsa, Anna et Kristoff pour Arendelle.
Six mois plus tard, lorsqu'elle apprend l'arrivée de Cruella et Ursula, elle panique et manigance avec son époux David pour que leur secret, commun à tous les quatre, reste bien secret. Seulement, ne voulant plus mentir à sa fille, Mary Margaret est obligée de tout révéler : David et elle sont responsables de la disparition de la fille de Maléfique, ressuscitée par Cruella et Ursula entre-temps. Emma se détournant de ses parents, Mary Margaret en devient malheureuse et fait tout pour se faire pardonner. Lorsque Lily, la fille de Maléfique, arrive à Storybrooke, c'est un soulagement pour Mary Margaret qui croyait l'enfant mort des années auparavant. Lors de la nouvelle version des contes écrite par Isaac, elle devient la Méchante reine et pourchasse Regina. Elle contrôle le cœur de David. L'histoire de Regina et Daniel est transposée dans cette nouvelle version et concerne Blanche-Neige et James. Ce-dernier est donc mort à cause de Regina. Blanche-Neige est également celle qui a enfermé Emma dans une tour gardée par Lily. De retour à Storybrooke, sa fille Emma revient vers elle et Mary Margaret assiste à son sacrifice sauvant Regina.

#### Flashbacks
Avant le Sort Noir
Blanche-Neige et Charmant sont prêts à tout pour sauver leur futur enfant. Pour cela, ils touchent la corne d'une licorne. De son côté, Blanche Neige a la vision de sa fille en tant que méchante. Bouleversée par ce qu'elle a vu, elle se rend avec Charmant chez l'Apprenti. Sur leur route, ils croiseront Cruella et Ursula mais aussi Maléfique. C'est avec les conseils de l'Apprenti que Charmant et Blanche-Neige enverront l'enfant de Maléfique, Cruella et Ursula dans un autre monde (qui est le monde réel d'où la présence des deux sorcières à New York et de l'enfant devenu meilleure amie d'Emma durant son adolescence).

### Saison 5
Saison en cours

## David Nolan / le prince Charmant

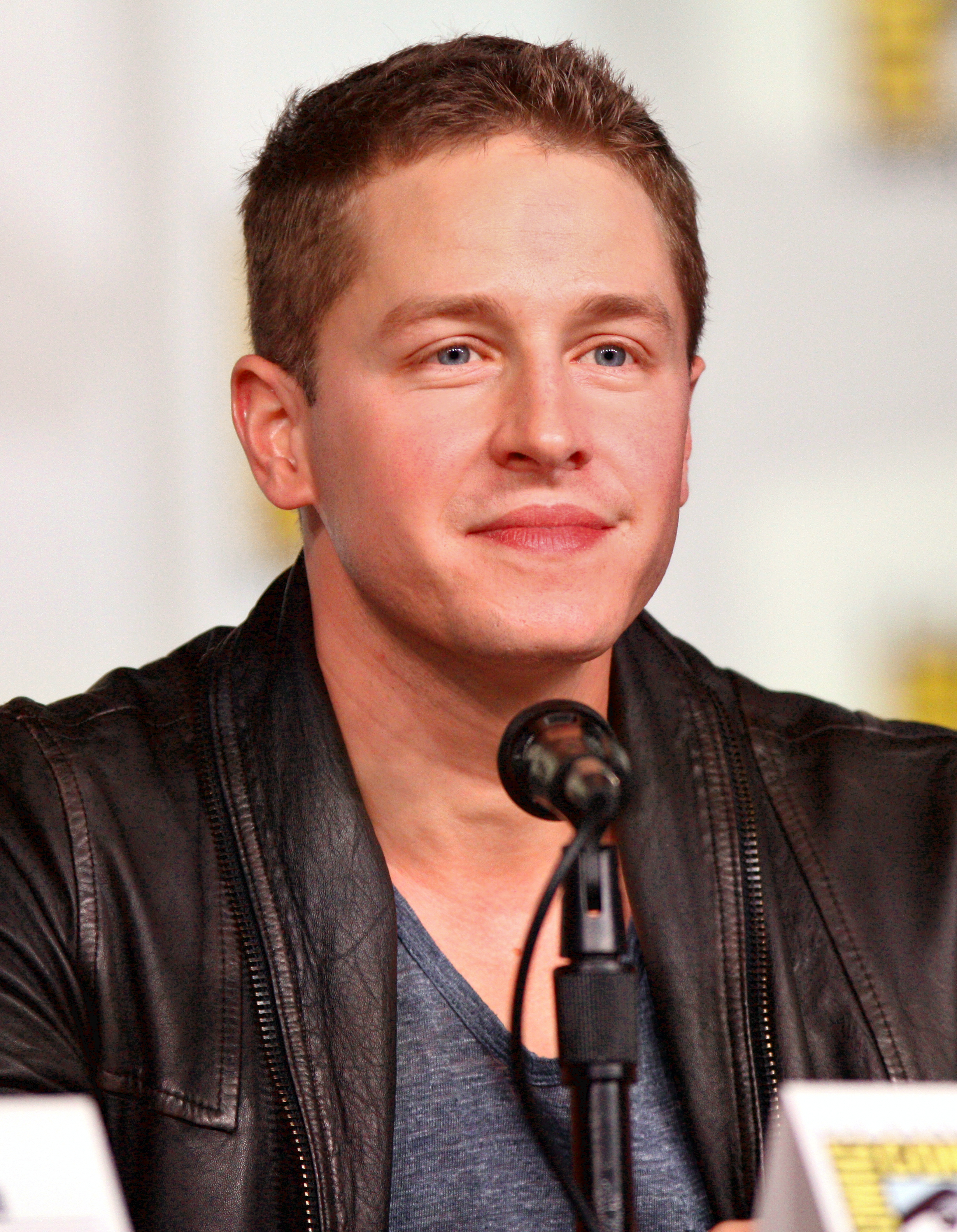
Josh Dallas, l'interprète de David Nolan

Charmant est le mari de Blanche-Neige, fils de Ruth et frère jumeau de James. Il fut fiancé à la princesse Abigail avant d'épouser Blanche-Neige. Il a deux enfants : Emma et Neal.Il est le grand-père de Henry Mills et de Hope Jones, enfants de sa fille Emma. Son alter ego à Storybrooke est David Nolan.

### Saison 1
Lors de son mariage avec Blanche-Neige, Charmant voit débarquer Regina, la terrible belle-mère de sa femme, les maudissant tous. Quelques mois plus tard, alors que Blanche-Neige est enceinte, le sort a été jeté. Charmant défend alors sa femme et sa fille mais est blessé et laissé pour mort lors du sort. Au début de la saison, dans le monde réel, David est dans le coma et Mary Margaret lui rend régulièrement visite. Après son réveil, il devient de plus en plus confus concernant sa relation avec sa femme, Kathryn, et les sentiments naissant entre Mary Margaret et lui. Alors qu'au départ, il avait choisi Mary Margaret, il se ravise et revient vers Kathryn, une fois ses souvenirs revenus, peinant la première. Mais son amour pour Mary Margaret est de plus en plus fort avec le temps et décide finalement de mettre fin à son mariage sans expliquer pourquoi à Kathryn. À la fin de la saison, David et Mary Margaret se retrouvent et une fois le sort levé, se souviennent de toutes leurs aventures vécues dans la forêt enchantée.

#### Flashbacks
Avant le Sort Noir
Prince Charmant est mis au défi par le roi George pour ramener la tête d'un dragon en échange d'or. La véritable identité du prince est par la suite révélée : James. Alors que le prince est dans la forêt, il rencontre pour la première fois Blanche-Neige, une voleuse hors-la-loi pourchassée par la reine. Par la suite, bien que Charmant et Blanche-Neige ont des sentiments l'un pour l'autre, le prince doit se rendre à son mariage avec la fille du roi Midas, la princesse Abigail. Il écrit alors une lettre à Blanche-Neige lui disant de venir la rejoindre avant la mariage. Seulement, celle-ci se fait prendre par le roi George et est immédiatement emprisonnée. Charmant désespère alors que Blanche-Neige, s'étant évadée grâce à deux nains, boit une potion d'oubli. Il décide de se lancer à sa recherche et trouvera de l'aide auprès d'Abigail pour qui il promet de ramener l'homme qu'elle aime : le prince Frederick. Il retrouve Blanche-Neige et tente de l'arrêter avant qu'elle ne commette l'irréparable alors qu'elle est toujours sous l'emprise de la potion du Ténébreux. Emprisonner chez la Méchante Reine, Charmant est bien déterminé à vouloir s'échapper pour retrouver Blanche-Neige.

### Saison 2
DAVID  retrouve sa famille pour de courte durée en vue que Marie-Margaret et Emma son envoyer dans la forêt enchantée. David se voit confier un moment le garde de son petit fils  Henry mais va aussi ce plonger dans long sommeil pour communiquer avec Blanche-Neige pour combattre Cora juste au retour de sa femme il reste dans le sommeil.  David réveil par un baise d'amour reprend sa vie de courte dure vue Henry ce fait kidnappé par des complices de Peter Pan. 
FLACH BLACK  

David présente sa fiancée Blanche-Neige à  sa maman cette rancontre sera de très courte durée vue que sa mère sera mortelle blessé et moura peut de temp après un cérémonie de mariage improvisé par Lancelot.  Il vont gagner à reprendre le château au Roi Georges , une nuit noces qui tourne mal ont final qui fini bien . 

### Saison 5
Saisons en cours

## Henry Mills

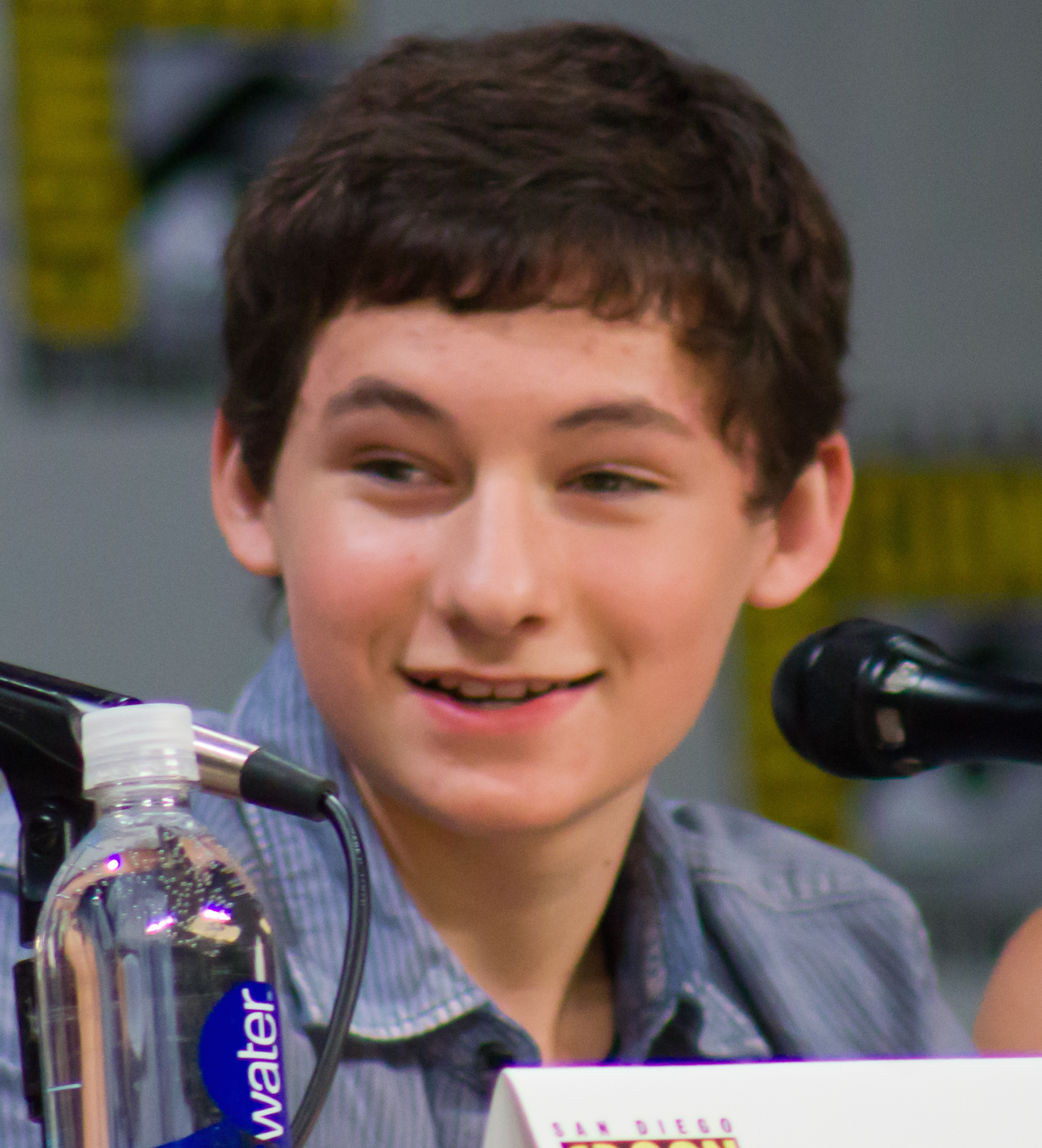
Jared S. Gilmore, l'interprète de Henry Mills

Henry est le seul habitant de la ville à ne pas être un personnage de contes mais il est le descendant de la plupart de ces personnages. 
Fils biologique d'Emma Swan et Neal Cassidy (Baelfire), adopté par Regina Mills (la Méchante Reine) et grand frère de Hope, il est le petit-fils de Blanche-Neige, du Prince Charmant (par sa mère), de Rumplestiltskin et Milah (par son père) et de Cora (la Reine de cœur) et du prince Henry (par sa mère adoptive). Il est également le neveu de Zelena, la Méchante Sorcière de l'Ouest (par sa mère adoptive), de Neal Nolan (par sa mère) et de Gideon Gold (par son père). Ses arrière-grands-parents sont Malcolm (Peter Pan), Fiona (la Fée Noire), la Reine Eva et le Roi Leopold ainsi que le Meunier (du conte Rumplestiltskin). Il est par ailleurs le beau-fils du Capitaine Crochet (par le mariage de sa mère : Emma) et Belle est sa grand-mère par alliance. Sa cousine adoptive Robyn est la fille de feu Robin des Bois et de Zelena.
Dans la saison 7, il devient le mari d'une deuxième version de Cendrillon, avec laquelle il a une fille Lucy, le reliant ainsi à Lady Tremaine ainsi qu'à Javotte. 
Son nom complet Henry Daniel Mills est un hommage au père de Regina ainsi qu'à son premier amour défunt.
Saison 1
Après que son institutrice, Mary Margaret Blanchard, lui ait donné un livre sur les contes intitulé Once Upon a Time, Henry est persuadé que tous les habitants sont des personnages de contes : sa mère adoptive Regina Mills, serait la Méchante Reine, son psychologue Archie Hopper, serait Jiminy Cricket, la serveuse Ruby serait le Petit Chaperon Rouge, son institutrice serait Blanche-Neige, etc. Il se lance alors dans la recherche de « la Sauveuse » qui se trouve être sa mère mais aussi la fille de Blanche-Neige et Charmant. Tout au long de la saison, il tente en vain de faire comprendre à Emma que la ville est sous la malédiction de Regina, la Méchante Reine. Il y parvient lorsqu'il mange, à la place d'Emma, une part de gâteau à la pomme préparé par Regina qui le laisse pour mort. Il est sauvé par un véritable baiser d'amour donné par sa mère biologique et grâce à cela, la mémoire de tous les habitants de Storybrooke leur revint.
Saison 2
Alors que sa mère et sa grand-mère ont été renvoyées non loin de la forêt enchantée, Henry, tout au long de la saison, va vouloir retirer la magie à Storybrooke. En accompagnant Emma et Gold à New York, il apprend que son père est toujours vivant et que c'est le fils de Rumplestiltskin : Bealfire. À la fin de la saison, Greg Mendell et sa complice Tamara le kidnappent et l'emmènent au pays imaginaire.
Saison 3
Henry devient l'otage de Peter Pan. Ce-dernier a en effet besoin du cœur d'un vrai croyant afin de sauver la magie. Mais Henry est sauvé à temps par Regina, Emma, Mary Margaret et David venus de Storybrooke grâce à Crochet et son navire, le Jolly Roger. De retour à Storybrooke, Henry se rend compte qu'il est dans le corps de Peter Pan et par conséquent ce dernier possède son corps et est sur le point de lancer une nouvelle malédiction annulant celle de Regina lancée trente ans plus tôt. Après avoir récupéré son corps et découvert que Peter Pan est en réalité Malcolm, le père de Rumplestiltskin, Henry est obligé de suivre Emma et de quitter Storybrooke. En effet, la malédiction lancée par Peter Pan ne peut être défaite mais Regina l'a modifiée et permet aux habitants de retourner dans la forêt enchantée. Emma étant obligé de rester avec Henry, , sont contraints de partir mais grâce à Regina, ils obtiennent des souvenirs comme si Emma n'avait jamais abandonné son fils et comme si Storybrooke n'avait jamais existé.
Emma et Henry reviennent à Storybrooke grâce à Crochet. Seulement, Henry n'a aucun souvenir contrairement à Emma à qui Crochet a donné une potion. Emma finit par faire revenir la mémoire grâce au livre de contes d'Henry. À la fin de la saison, Henry lance l'« Opération Mangouste » et aide sa mère adoptive à trouver l'Auteur pour qu'il puisse lui écrire sa fin heureuse qu'elle désire depuis toujours.
Saison 4
Lors de la première partie, Henry est protégé par sa mère lors du sort de vue brisée, lancé par la reine des neiges. Il aide également Emma a reprendre le contrôle d'elle-même. Après le départ d'Elsa et Anna, Henry et Regina découvrent une pièce remplie de livres comme celui qu'a reçu Henry de Mary Margaret, marquant un pas vers l'Auteur qu'ils recherchent. Par ailleurs Emma s'inclut dans l'opération et promet à Regina de l'aider à trouver l'Auteur.
Dans la seconde partie, Henry se voit confier une mission des plus importantes : protéger la page retenant l'Auteur. En accord avec Regina, agent double auprès de Rumplestiltskin, Henry lui donne un double de la vraie page et confie la vraie page à August. Lorsque l'Auteur est libéré, il s'enfuit et est récupéré par Rumplestiltskin. Lorsqu'Isaac écrit une nouvelle version des contes, Henry se retrouve tout seul à Storybrooke jusqu'à ce qu'il retrouve Isaac, devenu l'auteur qu'il aurait toujours voulu être. Utilisant la clé magique qu'il avait gardé, Henry se téléporte dans la forêt enchantée. Piégé par Isaac, il est sauvé par un preux chevalier : Rumplestiltskin. Il retrouve alors Regina et tente de la convaincre que tout ceci n'existe pas et qu'ils doivent changer le cours des choses grâce à la sauveuse. Aidé de Crochet, devenu un simple matelot après avoir perdu un combat contre Barbe-Noire, il délivre Emma, ses souvenirs intacts. Alors qu'Henry est sur le point d'être tué par Rumplestiltskin, Regina s'interpose et se sacrifie pour le sauver. Henry se rend compte alors que c'est lui le nouvel Auteur. En effet, Isaac ayant enfreint une règle, celle de ne pas s'écrire une fin heureuse, la plume appartient à un nouveau propriétaire que devient Henry. Il ramène alors tous les habitants à Storybrooke effaçant ainsi l'histoire d'Isaac. Il confie à l'Apprenti ne pas être prêt pour cette grande mission et brise la plume. Quelques instants plus tard, il assiste au sacrifice de sa mère sauvant Regina,en voyant sa mère devenir "la Ténébreuse".
Saison 5
Saison en cours

## Monsieur Gold / Rumplestiltskin / La Bête / Le Ténébreux / Le Crocodile

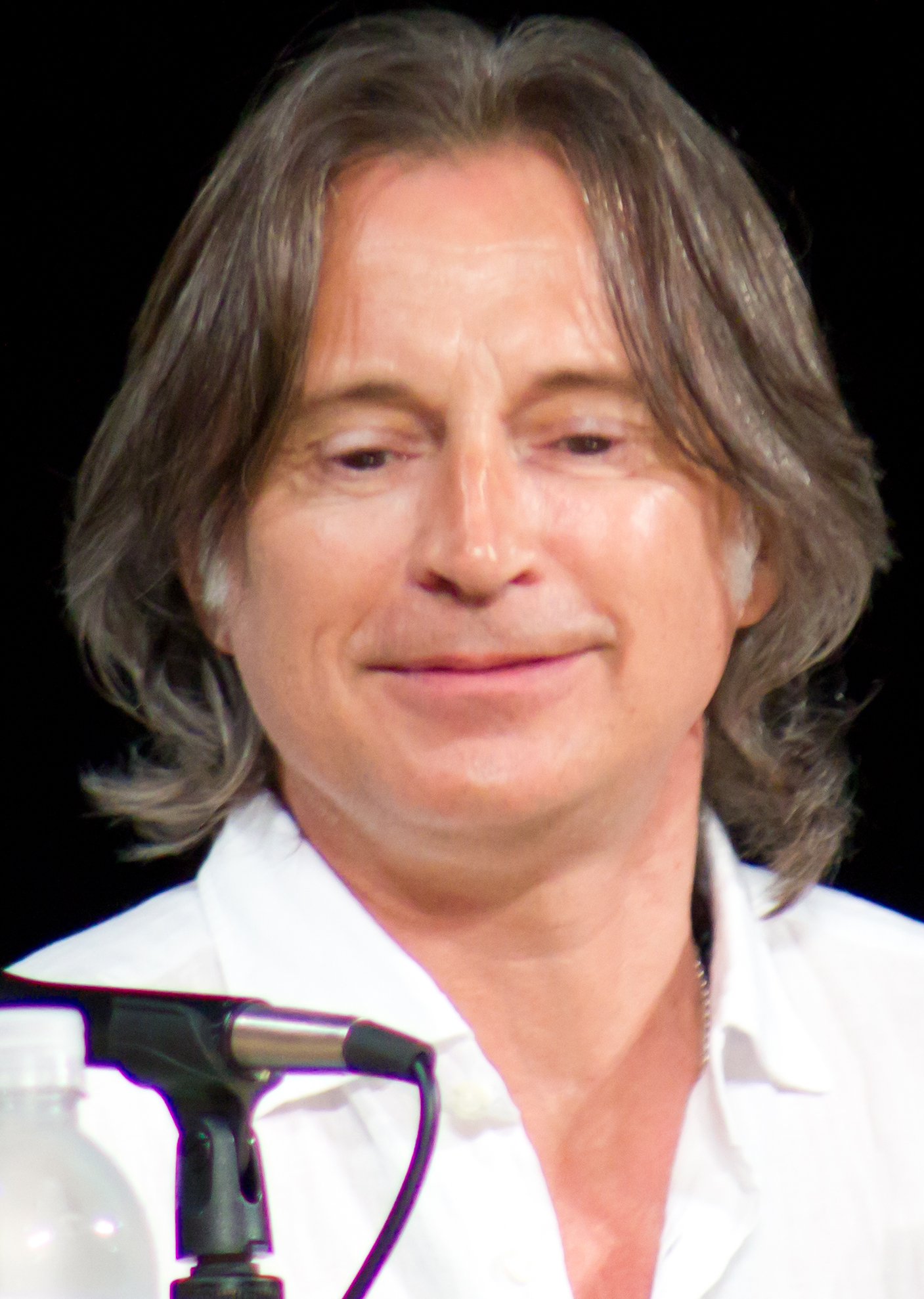
Robert Carlyle, l'interprète de M. Gold.

Rumplestiltskin est marié à Milah, père de Baelfire puis plus tard de Gideon, grand-pere d'Henry et fils de Malcolm. Il devient le Ténébreux après avoir tué son prédécesseur. Son alter ego à Storybrooke est M. Gold, propriétaire de la ville.
Saison 1
M. Gold est le propriétaire d'une boutique d'antiquité mais aussi de plusieurs bâtiments dans Storybrooke. Bien qu'il nie savoir de quoi parle Regina, lorsque celle-ci vient lui demander de l'aide, Gold a toujours les souvenirs de son identité dans la forêt enchantée. Étant l'instigateur du Sort Noir, au détriment de Regina, il avait tout planifié jusqu'au moindre détail. En effet, c'est lui qui trouve un bébé pour Regina qui s'avérera être le fils d'Emma, la fille du couple royal, Blanche-Neige et Charmant. Alors qu'il aide Emma à devenir shérif, Gold place toute sa confiance en la sauveuse pour briser le sort. À la fin de la saison, il retrouve son amour, Belle, enfermée par Regina depuis une vingtaine d'années. Par la suite, il ramène la magie à Storybrooke.
Flashbacks
Avant le Sort Noir
Rumplestiltskin est un homme bien installé marié à une belle femme, Milah, et tous deux ont un fils qu'ils chérissent : Baelfire. Seulement, Rumpelstiltskin est un lâche. Quelques années plus tard, il devient « le Ténébreux » (The Dark One). Dans toute la forêt enchantée, il passe des marchés et obtient tout ce qu'il veut : la richesse, le pouvoir, la popularité. Mais son fils le renie encore plus et lorsque ce-dernier ouvre un portail pour un monde sans magie, Rumplestiltskin prend peur et perd son fils. Depuis lors, il ne cesse de le chercher tout en manigançant ses propres affaires. Il rencontre par la suite Regina et commence à lui enseigner la magie, comme il l'avait fait avec sa mère Cora. Elle lui fait le ménage, la cuisine, la lecture, etc. Il est recontacté quelques années plus tard par Regina, devenue alors la Méchante Reine au grand espoir du Ténébreux. C'est alors qu'il lui donne le Sort Noir et prévient Regina que la magie a toujours un prix. Par la suite, Rumpelstiltskin est capturé par Blanche-Neige et Charmant et leur révèle que leur enfant est une fille et qu'elle sera La Sauveuse, c'est-à-dire la seule personne capable de rompre la Malédiction.
Saison 2
Toujours en quête de pouvoir mais aussi très désireux de retrouver son fils, Gold s'associe à Emma et Henry pour aller à New York et retrouver son fils. C'est là que les trois associés apprennent que Baelfire se prénomme Neal et qu'il s'agit en fait du père d'Henry. Gold se souvient alors d'une ancienne prophétie disant qu'un jeune garçon serait un obstacle pour le Ténébreux. Gold est, une fois de plus, rattrapé par son passé lorsque Crochet débarque à Storybrooke avec Cora, blesse sa femme Belle, lui faisant perdre sa mémoire et le blessant lui-même à coup de crochet empoisonné. Gold est sauvé par Mary Margaret grâce à une bougie magique sauvant la vie d'une personne contre la vie d'une autre : celle de Cora. À la fin de la saison, Belle retrouve sa mémoire mais Gold s'engage à retrouver Henry et doit quitter sa belle pour aller au pays imaginaire avec Crochet, Regina, Emma, Mary Margaret et David.
Flashbacks
Avant le Sort Noir
Bien avant de devenir le Ténébreux, Rumplestiltskin est enrôlé pour la guerre où il doit effectuer des tâches secondaires : il doit notamment garder une voyante. Cette dernière lui prédisant la venue de son fils mais une vie sans son père, il décide de se casser la jambe et rentre auprès sa famille. Seulement, la rumeur de sa lâcheté se répand au village. Quelque temps plus tard, il recherche désespérément sa femme Milah. Cela le mène jusqu'à un bar où Milah a rencontré des pirates et s'est embarquée avec eux. Il rencontre alors le capitaine Killian Jones qui lui propose un duel pour récupérer sa femme mais Rumplestiltskin, trop lâche, refuse et repart bredouille. Devenu le Ténébreux des années plus tard, il retrouve la trace du pirate et le provoque en duel après que ce-dernier lui a appris la mort de Milah. Sur le point de tuer le capitaine, Milah refait surface et Rumple comprend alors que sa femme est tombée amoureuse du pirate. Elle passe alors un marché avec Rumple lui donnant un haricot magique. Mais le Ténébreux, blessé dans son amour propre, trahit sa parole, coupe la main de Killian et tue sa propre femme puis disparaît, retournant chez lui. Durant ses nombreuses aventures, il passe un marché avec Cora, une jeune femme fille du meunier, désireuse de devenir princesse. Prétendant changer la paille en or, la jeune femme se retrouve enfermée jusqu'à ce qu'elle exécute ce tour pour le roi Xavier, père de la princesse Eva (la future maman de Blanche-Neige). Rumple lui propose alors d'exécuter ce tour à sa place en échange de son premier enfant. Cora accepte en changeant les termes du contrat : elle veut apprendre la magie. Ne pouvant se venger de l'humiliation que lui a fait subir le roi, Cora s'arrache le cœur pour ne plus aimer et renvoie Rumplestiltskin qui, énervé, disparaît. Des années plus tard, en se promenant dans la forêt enchantée, il recroise la voyante qui lui avait prédit que son fils vivrait sans père. Cette fois, elle lui annonce qu'il retrouverait son fils grâce à un garçon mais que celui-ci causerait sa perte. Il décide alors de la tuer afin d'absorber son pouvoir. Quelque temps plus tard, Rumplestiltskin, devenu le mentor de Regina, la pousse à embrasser sa destinée. Dans un autre flashback, des années plus tard, Rumplestiltskin retient Belle prisonnière, cette dernière s'étant sacrifiée pour sauver sa famille. Il surprend Robin des Bois en train de lui voler une baguette magique. Alors qu'il est sur le point de le tuer, Rumplestiltskin, sous l'insistance de Belle, l'épargne.
Saison 3
Dès son arrivée au pays imaginaire, Gold se sépare des autres et mène seul les recherches. Plus tard, il est rejoint par Regina et ils envoient un message à Belle via la petite sirène, Ariel. Après avoir sauvé Henry, il revient à Storybrooke en pensant avoir piégé Peter Pan dans une urne. Ce dernier, à présent dans le corps de Henry, parvient à extraire Henry (dans le corps de Peter Pan) de l'urne et à récupérer son corps. Il offre ensuite un bracelet a Mr Gold, le privant ainsi de ses pouvoirs. Lors de cet échange, on apprend que Peter Pan est en réalité le père de Rumpelstiltskin. Ce dernier, qui avait confié sa dague à son ombre pour la dissimuler, parvient à l'utiliser pour poignarder Malcolm (Peter Pan), son père, et se sacrifier par la même occasion.
Dans la seconde partie de la saison, il est contrôlé par Zelena. Malgré cela, il arrive à prévenir les habitants que la sage-femme Zelena est en réalité la sorcière qu'ils recherchent. Une fois libéré, Gold tue Zelena.
Flashbacks
Avant le Sort Noir
Dans sa jeunesse, Rumplestiltskin vivait avec son père, Malcolm, un escroc qui finit par l'abandonner chez deux tisserandes. Montrant une aptitude pour filer la laine, les deux femmes conseillent à l'enfant de refaire sa vie loin de Malcolm en utilisant ce don. Mais Rumplestiltskin ne cesse de vouloir son père. Après avoir reçu en cadeau un haricot magique, Rumplestiltskin aurait pu s'enfuir dans un autre royaume mais décide de retrouver son père dans un bar que celui-ci ne quitte plus. Finalement, Malcolm utilise le haricot de son fils pour retourner au pays imaginaire, lieu de son enfance et prend la forme de Peter Pan et abandonne de nouveau son fils lui disant « qu'un enfant ne peut avoir d'enfant ». Rumplestiltskin, en pleurs, retourne chez les tisserandes annonçant qu'il a perdu sa poupée du nom de Peter Pan. Des années plus tard, Rumplestiltskin reçoit la visite de Zelena, venue du pays d'Oz pour devenir son élève. Reconnaissant son talent, Rumplestiltskin refuse néanmoins de prendre la jeune femme sous son aile à cause de la jalousie qu'elle a pour sa sœur, Regina, plus à même, selon le Ténébreux, d'accomplir ses plans et ceux de Cora. À la fin de la saison, Rumplestiltskin reçoit la visite d'Emma et Crochet, venant du futur, et passe un marché avec eux. Il les revoit plus tard en compagnie de Marianne et les aide à retourner dans leur temps. Pour oublier tout ce qu'Emma lui a dit, il boit une potion d'oubli.
Après le Sort Noir (1983 / 2001)
Gold reçoit, plusieurs fois, la visite de Regina et de son ennemi le capitaine crochet ,il accepte de l'aider mais lui vole plein de choses et le manipule. La première fois fut pour se réjouir devant celui qu'elle pensait avoir berné, une fois la malédiction lancée. La deuxième fois fut pour lui demander un enfant. Quelques mois plus tard, Gold trouve un enfant à adopter venant de Boston. Regina vient le voir par la suite l'accusant d'avoir manigancé tout un stratagème, ayant découvert que l'enfant était le fils de la fille de Blanche-Neige. Gold nie savoir de quoi la méchante reine parle.
M. Gold et Regina son les principaux méchants dans la première et 2ème saisons.
Après la malédiction de Peter Pan / Avant le second Sort Noir
Alors que les habitants sont de retour dans la forêt enchantée, Rumplestiltskin est laissé pour mort. Seulement, Baelfire et Belle trouvent un moyen de le ramener à la vie : en ouvrant son caveau. Seulement, piégés par Lumière, un chandelier travaillant pour Zelena, Baelfire est tué (car le prix du retour du Ténébreux est la vie de celui qui ouvre le caveau). Rumplestiltskin se sacrifie, abandonne sa dague et fusionne son corps avec Baelfire. Alors que Belle réussit à s'enfuir grâce à Lumière, Zelena peut désormais contrôler le Ténébreux, devenu fou.
Saison 4
Gold et Belle se retrouvent enfin seuls et décident de passer leur lune de miel dans une maison aux abords de la ville. Là, Gold trouve un objet intrigant qui le mène à se demander s'il doit ou non donner sa dague à Belle. Tout au long de la première partie de cette quatrième saison, il va étudier cet objet qui s'avère, finalement, être le chapeau d'un grand magicien, capable de le libérer de la dague qui le tient prisonnier de son sort. Il va utiliser Crochet, à la suite d'un marché incluant le retour de la main de ce-dernier. Gold propose à Emma de l'aider à contrôler ses pouvoirs en lui enlevant définitivement. Il met au point un stratagème qui lui permettrait d'acquérir ces pouvoirs grâce au chapeau mais échoue. Alors que le sort de vue brisée est sur le point de s'abattre sur Storybrooke, il prépare son départ. Quelques jours plus tard, alors qu'Elsa, Anna et Kristoff retournent à Arendelle, la seconde annonce aux habitants que Rumplestiltskin est en quête d'un étrange objet lui permettant d'avoir plus de pouvoirs. Sur le point d'avoir les moyens de fuir la ville et de tuer Crochet, Gold est interrompu par Belle, Emma et Regina. Belle, détenant la vraie dague, ordonne à Gold de les téléporter tous les deux à la limite de la ville. Là, Belle, à contre cœur, ordonne à Gold de quitter la ville. Gold redevient alors vulnérable et boiteux incapable de revenir à Storybrooke. Il décide donc de se rendre à New York.
Bien décidé à reprendre ses pouvoirs et revenir à Storybrooke, Gold est à la recherche d'alliés qu'il trouve en la personne d'Ursula, employé dans un aquarium, et Cruella, épouse d'un riche homme d'affaires arrêté par le FBI. Tous les trois se rendent à Storybrooke afin de rechercher l'Auteur, l'homme capable de leur écrire une fin heureuse. Installé dans sa cabane, Gold va, avec Ursula, Cruella et la ressuscitée Maléfique, rejoints ensuite par Regina, mener les recherches. Plus tard, il redonne la forme adulte à Pinocchio afin de le faire parler, ce-dernier ayant des informations sur ce fameux Auteur. Malgré la traîtrise d'Ursula, la mort de Cruella et l'inaction de Maléfique, Gold obtient ce qu'il souhaitait : l'Auteur, qui lui jure indirectement allégeance, et l'encre que ce-dernier obtient grâce à Regina. Ainsi, l'Auteur lui écrit une toute nouvelle histoire : Heroes and Villains. Dans cette histoire, Rumplestiltskin est un chevalier lumineux sauvant des vies, vivant avec Belle et s'occupant d'un enfant et de son foyer. Afin qu'Henry, téléporté dans l'histoire, ne puisse changer le cours des choses, l'Auteur convainc Rumple que si le garçon réussit, il redeviendra quelqu'un de mauvais et de lâche. Plus tard, Rumple étant sur le point de tuer Henry, Regina s'interpose et se sacrifie. De retour à Storybrooke, l'Apprenti libère le cœur de Gold des ténèbres et met ce-dernier dans un état de stase en attendant qu'il guérisse.
Flashbacks
Avant le Sort Noir
Rumplestiltskin passe un marché avec un gérant de bar : Robin. Il lui demande de se rendre à Oz et de lui rapporter une potion du cœur brisé. Seulement, le jeune homme donne la potion à Will Scarlet et revient bredouille dans la forêt enchantée où il devient voleur. Venue d'Arendelle, la princesse Anna vient trouver, dans la forêt enchantée, Rumplestiltskin qui lui propose un marché quelque peu étrange qui lui permettrait de mettre la main sur un objet magique.
À New York (2014)
Neuf semaines avant de revenir à Storybrooke, Gold rencontre Ursula et cohabite avec elle quelque temps. Étant parti faire quelques recherches, il trouve Robin des Bois, Marianne et Roland chez son fils Baelfire et apprend alors que c'est Regina qui leur a conseillé l'appartement. Faisant une sorte de malaise, il est emmené à l'hôpital où il comprend que dans un monde sans magie, son cœur noir a peu de chances de tenir. Alors que Marianne lui rend visite et lui apporte une potion du cœur brisé, il apprend qu'en réalité, ce n'est pas Marianne qui est revenue du passé mais Zelena, qu'il pensait avoir tué. Zelena se venge et tue Rumplestiltskin.
Saison 5
M. Gold est, au début de la saison, toujours inconscient avec Belle à son chevet. Pendant ce temps, son esprit d'ancien Ténébreux réside dans la tête d'Emma et tente de la faire sombrer dans les ténèbres de la forêt enchantée .

## Belle / Belle French

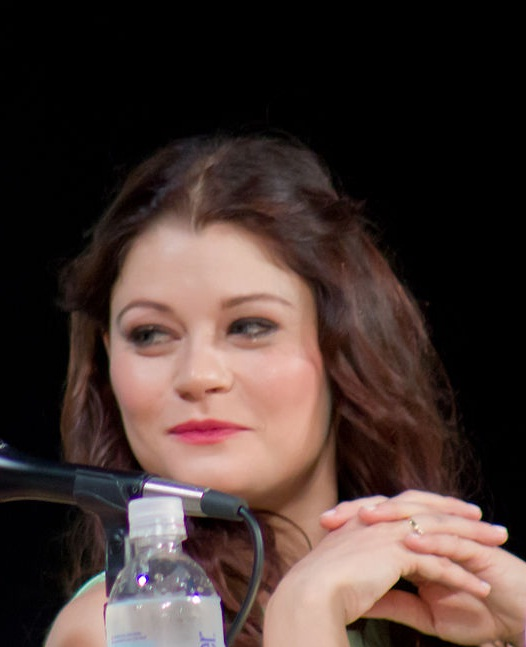
Emilie de Ravin, l'interprète de Belle French

Belle est la fille de sir Maurice et lady Colette. Elle garde le même nom à Storybrooke et est la mère de Gideon Gold.
Saison 1
Forêt enchantée
Belle, pour sauver son peuple des orgres, accepte d'abord des fiançailles avec Gaston mais les ogres son trop nombreux qu'il vont demande un coup de mains au  Ténébreux Rumplestiltskin qui dit qu'il peut les sauvers des orgres une condition que Belle accepte de partir avec lui à jamais. Belle accepte pour sauvé son peuple et sa famille belle es tous de suite enfermé dans une pièce a pleurer le Ténébreux ne puis supporter ses pleure lui offre un cousin elle sauvé aussi vole qui s'avère  être Robin des bois qui vole pour sauvé sa femme enceinte. Elle ne voit que le bien en les personnes aussi commence à faire le tours du château et voit des vêtements d´enfants elle ce dit que le Ténébreux étai un homme avent. Elle commence à tomber amoureux de lui quand libre 
PENDANT  LE SORT NOIR
Elle es enfermé est amnésique dans le sols de l´hôpital ou Regina la garde pendant plus de 28 ans juste que Jefferson la libre est lui dit aller voir monsieur Gold qui pour l'aider de lui dire que c'est Regina qui lui as fait ça , Elle retrouve Monsieur Gold qui es réalite Rumplestiltskin il surprise devoire vivante
Saison 2
Forêt enchantée
Elle vien en aide à Reveur qui devien grincheux Puis elle aide Mulan pour combattre le Yaoundé qui n'est que Philippe transformer part maléfique que Belle aide , en voulant rejoindre Rumplestiltskin elle ce fait attrape par Regina  et enfermé dans une tour où la Killian Jones Capitaine Crochet arrive lui dit qu'il  es pour l´aidé si elle dit ou est la drague de Ténébreux elle ne veut le tué furieux Crochet veut la tuée Regina arrive à temp.
PRÉSENT  STORYBROOKE 
ELLE accepte d'abord de reste avec Rumplestiltskin juste qu'elle fait cauchemar de ces peurs elle lui demande des explications pourquoi il fait venir la magie et pourquoi il pratiquer de la magie sans vraiment de réponse elle par de chez Gold et va chez Granny ou fait la connaissance de Ruby qui lui dit que il y a une bibliothèque qui faudrait quelqu'un pour s´occuper elle va voir où la ce fait amené près de son père qui demande de plus aime la bête Rumplestiltskin  elle dit que ces elle doit choisir entend sa son père veut faire tous qu'elle oublie juste lui aussi la faire traverser la ligne de la ville David et Gold la recherche avec l´aidé de Ruby trouve vite et la sauvé elle remercie mais veut plus voir aucun des deux temps qu'il ne seront par honnête et accepte que ces elle décide de sa vie.
Saison 4
Saison 5
Saison en cours

## Killian Jones / Capitaine Crochet

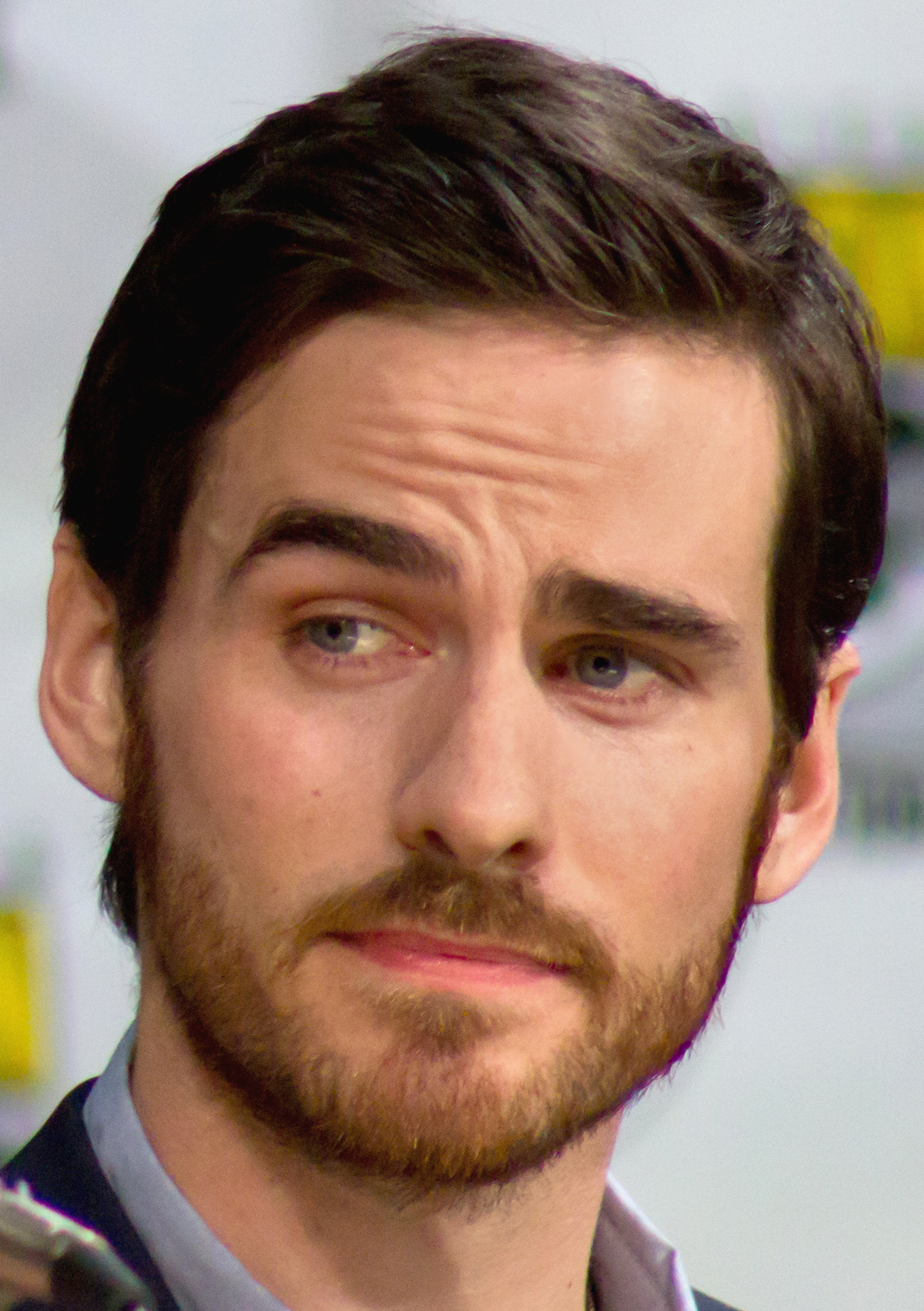
Colin O'Donoghue, l'interprète de Capitaine Crochet

Killian Jones est membre de l'équipage d'un navire anglais, avec son frère Liam. Il devient par la suite un pirate, capitaine du Jolly Roger.
Sur le chemin de la vengeance, il fera la rencontre de nombreuses personnes notamment celle d'Emma Swan, la fille de Blanche-Neige et du Prince Charmant d'abord ennemi dont il finira par tombé amoureux.
Peu à peu il finira par délaisser sa quête de vengeance pour devenir un homme meilleur et mériter l'amour d'Emma.
D'abord compagnon, puis époux de celle-ci il deviendra le gendre de Blanche-Neige et du Prince Charmant mais aussi le beau-père d'Henry, le fils de la Sauveuse ainsi que le père de Hope, la fille qu'il aura avec Emma après leur mariage des années après la Bataille Finale (saison 7).
Saison 2
Allié à Cora, Crochet rencontre Emma et Blanche-Neige et les aide dans leur quête de retour vers Storybrooke. Cora et lui réussissent à suivre Emma et Mary Margaret à travers le portail les ramenant à Storybrooke. Encore avide de vengeance envers Rumplstiltskin, il le suit jusqu'à la frontière, celui-ci ayant trouvé un moyen de quitter la ville sans perdre sa mémoire. Seulement, Crochet arrive et tire sur Gold mais c'est Belle qui est touchée franchissant par la même occasion la ligne et perdant ainsi sa mémoire. Plus tard, Crochet blesse Gold avec son crochet empoisonné puis est capturé par Tamara et Greg Mendell venus à Storybrooke pour détruire la magie. À la fin de la saison, prévoyant de s'enfuir grâce un haricot magique, Crochet change ses plans et mène Emma, Regina, Gold, Mary Margaret et David au pays imaginaire afin de sauver Henry.
Flashbacks
Avant le Sort Noir
Après être devenu capitaine du Jolly Roger, Killian Jones vogue à travers les mers et les océans. Lors de ses nombreux voyages, il séduit une femme du nom de Milah et en tombe éperdument amoureux. Seulement, c'est la femme de Rumplestiltskin, qui, croyant que le pirate a tué sa femme, se venge en lui coupant la main. Killian Jones devient alors le capitaine Crochet (Captain Hook en anglais). Quelque temps plus tard, retournant au pays imaginaire, il sauve un jeune garçon de la noyade et apprend très vite que cet enfant est Baelfire, le fils de Rumplestiltskin, également convoité par Peter Pan, à la recherche du cœur d'un vrai croyant. Crochet le laisse par la suite aux enfants perdus qui l'amènent à Peter Pan. Crochet quitte de nouveau le pays imaginaire se dirigeant vers la forêt enchantée où il rencontre Regina. Celle-ci lui demandant de se débarrasser de Cora, Crochet découvre que cette-dernière est devenue la reine de cœur et décide finalement de s'associer à elle. Lorsque le Sort Noir est déclenché, Cora les protège tous les deux ainsi qu'une partie de la forêt enchantée de la malédiction de Regina grâce à une barrière magique pendant vingt-huit ans.
Saison 3
Arrivés au pays imaginaire, Emma, Regina, Gold, Mary Margaret et David n'ont d'autres choix que d'être guidés par Killian qui connaît l'île comme sa poche. Lors de leur périple, ils rencontrent la fée Clochette, qui semble très remontée contre Crochet, et arrivent à sauver Henry et fuir Peter Pan. Revenu à Storybrooke, Crochet, comme tous les autres habitants, doit retourner dans la forêt enchantée.
Un an plus tard, Crochet retrouve Emma et Henry à New York où il les convainc de le suivre jusqu'à Storybrooke. Il permet à Emma de retrouver la mémoire grâce à une potion et ainsi ils purent ensemble défaire la malédiction lancée par Blanche-Neige modifiée par Zelena pour que les habitants ne se souviennent de rien. Par la suite, Emma et lui sont aspirés par le portail de Zelena et se retrouvent dans la forêt enchantée à nouveau. Leur voyage dans le temps change le cours des choses : ils sauvent Marianne, l'épouse de Robin des Bois, et la ramènent à Storybrooke, brisant les espoirs de Regina, alors tombée amoureuse de Robin. Toutes ses aventures ont également rapproché Killian et Emma.
Flashbacks
Avant le Sort Noir
Killian Jones est soldat au service du roi d'Angleterre et membre de l'équipage de son frère Liam. Arrivé dans un nouveau royaume qu'est le pays imaginaire, Liam est empoisonné par Peter Pan et meurt par la suite. Killian Jones décide alors de se venger et prend le commandement du Jolly Roger.
Saison 4
Killian et Emma entament officiellement leur relation, aussi difficile que cela puisse leur paraître. Seulement, Killian devient la marionnette de Gold qui le menace de révéler le vrai côté sombre du pirate à Emma. Crochet est alors contraint d'emprisonner les fées dans le chapeau magique afin qu'elles puissent contrer le sort de vue brisée de la reine des neiges. Voulant acquérir plus de pouvoir, Gold a besoin du pirate, lui prend son cœur et tente finalement de le tuer. Crochet est sauvé in extremis par Belle, détenant la dague du Ténébreux, et par Emma qui lui rend son cœur.
Six mois plus tard, Killian et Belle s'associent pour libérer les fées du chapeau. La relation qu'il entretient avec Emma évolue au fil des mois. Lorsque les trois sorcières, Cruella, Ursula et Maléfique, arrivent à Storybrooke, il craint plusieurs choses : qu'il arrive quelque chose à Emma à cause de son côté sombre encore présent ; qu'elle apprenne son passé commun avec Ursula. En apprenant que Gold compte sur le fait qu'Emma devienne méchante, il promet de protéger sa dulcinée coûte que coûte. Dans la nouvelle version des contes écrites par Isaac, Killian n'est qu'un matelot sans courage, sous la coupe de Barbe Noire mais retrouve le courage et aide Henry à trouver Emma. Celle-ci dévoilant leur histoire dans l'autre monde, Killian décide de se sacrifier lorsque Blanche-Neige, la méchante reine, et ses sbires, James et Lily, sont à leur poursuite. De retour à Storybrooke, il assiste au sacrifice d'Emma juste après que celle-ci lui ait enfin dit les mots qu'il attendait : « Je t'aime ».
Flashbacks
Crochet fait la connaissance d'une jeune serveuse, Ursula, à la voix prodigieuse. Il l'embarque avec elle, lui promettant de l'emmener où elle veut. Par contre, il fait face à Poséïdon, le père d'Ursula, qui le contraint à lui rendre sa fille. Après la trahison de Crochet, Ursula perd sa voix et retourne avec son père. De son côté, Crochet poursuit sa route.
Saison 5
Au cours de la première partie de la saison 5, Crochet tente d’empêcher Emma de sombrer totalement dans les ténèbres. Cependant, il est gravement blessé par l'Excalibur en essayant de la sauver une fois de plus. Anéantie, Emma tente de le sauver, mais l'épée et la dague ont été réunifiées et la blessure de Killian s'ouvre à nouveau. Emma ne peux donc plus le soigner : pour survivre il doit devenir le Ténébreux. Emma lui dit alors son plan et lui n'en veut pas. Quelque temps plus tard, nous retrouvons un Crochet plus Dark que jamais. Ensuite, Emma tentera de se faire pardonner en l'aidant de la même façon dont il a procédé pour l'empêcher de sombrer dans les ténèbres. Mais avec le temps, elle se rend bien compte que l'être qu'elle aime (Killian Jones) n'est plus de ce monde. Rongée par le chagrin, elle décide de lancer une "Malédiction" renvoyant toutes les personnes qui sont venues avec elle au royaume d'Arthur (Camelot) à Storybrooke. Elle leur retire leurs souvenirs des 6 dernières semaines. Killian n'ayant plus aucun souvenir des ténèbres en lui, il n'est donc pas préoccupé. Celui-ci cherche seulement à récupérer Emma, qui, en ayant ramené tout le monde à Storybrooke, a succombé aux ténèbres. Au fil des épisodes, Killian découvre la vérité et devient alors plus démoniaque que jamais. Il tente de ramener tous les Ténèbreux à la vie, mais il ne va pas au bout de son plan, car, à la fin, ses sentiments et son amour pour Emma l’en empêche. Il absorbe l'énergie de tous les Ténèbreux (grâce à l'Excalibur), mais pour éviter que ces énergies ne se libèrent, il est contraint de les libérer en lui. Il demande alors à Emma de le faire, c'est-à-dire le transpercer avec l'épée Excalibur. Faute d'autre option, Emma accepte. Ils s'embrassent et Emma l'embroche. Après une courte coupure, on peut voir qu'Emma et Killian ne sont plus démoniaques, Emma libérée des ténèbres redevient la Sauveuse mais le pirate est mourant à nouveau et Emma ne peut plus rien y faire. Celui-ci succombe alors à sa blessure dans les bras de la Sauveuse. Son corps est emmené par des responsables pour qu'il soit enterré. Finalement, Emma, Mary Margaret (Blanche-Neige), David (Prince Charmant), Regina (La Méchante Reine) et Rumplestiltskin décident de se rendre aux enfers pour y chercher Crochet, qui y serait maintenant après avoir laissé sa vie.

## Robin des Bois
Saison 2

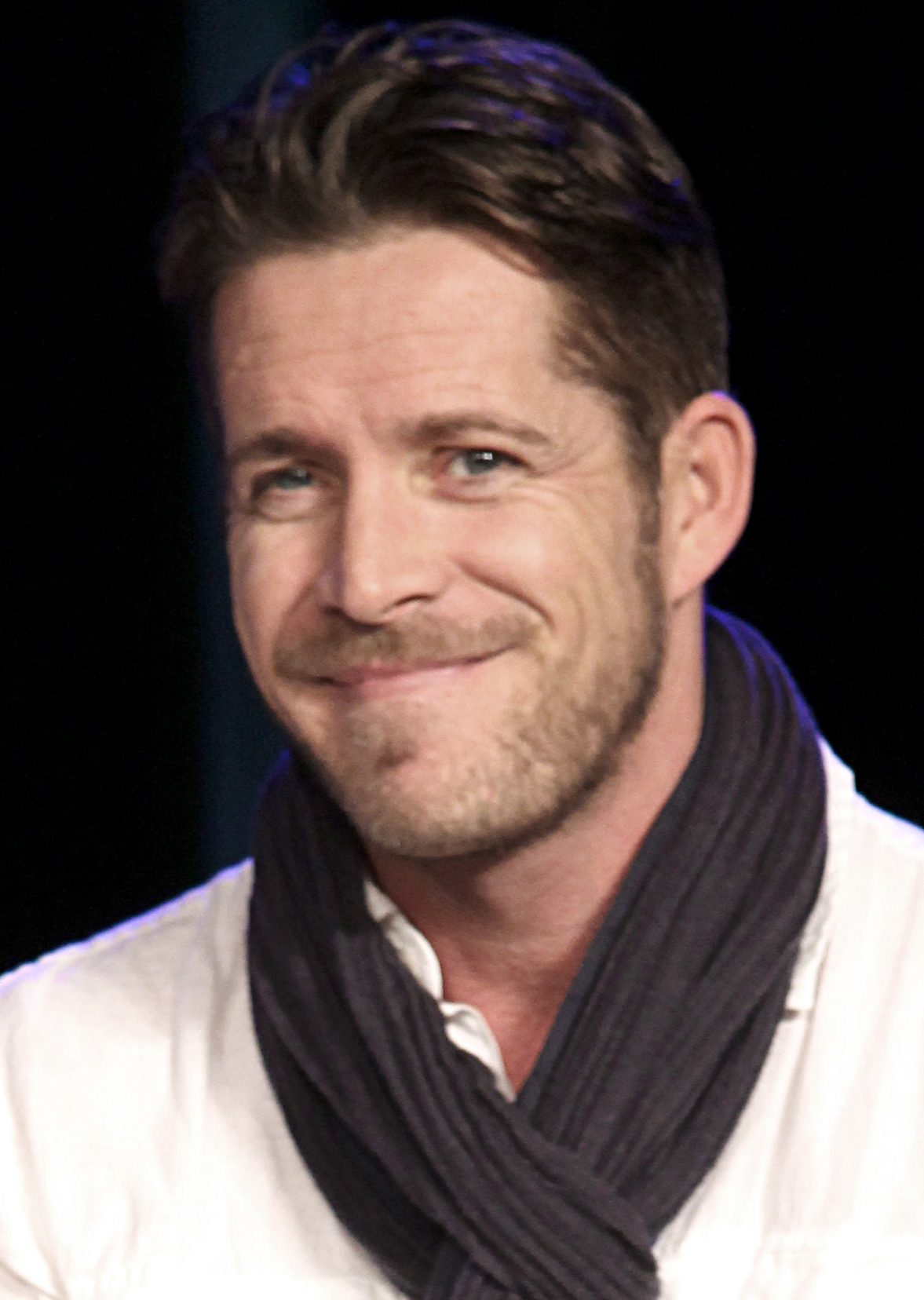
Sean Maguire, l'interprète de Robin.

Robin représente la "fin heureuse" de Régina. Il a un lion tatoué sur l'avant bras droit. Il lui est destiné, c'est son véritable amour. Malheureusement, il est marié à Marianne et a un enfant avec elle.
Saison 3
Marianne étant décédée dans la forêt enchantée avant le Sort Noir, cela laisse la possibilité d'une histoire entre Robin et Régina. La magie opère au cours de la saison. Mais au cours du voyage dans le temps de Crochet et Emma, cette-dernière sauve Marianne et la ramène à Storybrooke au grand détriment de Robin et Regina.
Saison 4
Dans la première partie de la saison, sa relation avec Regina est mise à mal par la présence de Marianne. Peu présent dans cette partie, il quitte avec son fils et Marianne, dont le cœur a été gelé, Storybrooke et se rende à New York.
Dans la seconde partie de la saison, Robin et Marianne tentent de s'intégrer au climat new-yorkais dans l'ancien appartement de Neal. Ils y font par ailleurs la rencontre de M. Gold, banni de Storybrooke. Plus tard, Regina, Emma et Lily débarquent chez Robin. C'est à ce moment qu'il apprend que Marianne est bien morte dans la forêt enchantée et que c'est Zelena, la demi-sœur de Regina, qui a pris sa place. Robin comprend alors qu'il est dans une impasse puisque Zelena est enceinte. De retour à storybrooke, Zelena est enfermée et Robin revient vers Regina. Lors de la nouvelle version des contes d'Isaac Heller, Robin n'a pas changé, il est resté le même voleur hors-la-loi qu'il était avant. Néanmoins, Isaac a apporté une nouvelle touche : Robin passe, en quelque sorte, le flambeau à Regina pour pouvoir épouser Zelena. Leur mariage est un événement marquant puisqu'une fois les vœux faits, il ne sera pas possible de revenir en arrière. Mais avec le sacrifice de Regina, Henry put annuler la version d'Isaac. De retour à Storybrooke, Robin assiste impuissant au sacrifice d'Emma pour sauver Regina.
Saison 5
Regina et Robin sont heureux malgré la sacrifice d'Emma dans le début de la saison. Il va se rendre à Camelot en compagnie de tous les héros pour essayer d'aider Emma Swan de sortir des ténèbres. De retour à Storybrooke, son enfant que porte Zelena vient à naître. Dark Swan a accéléré sa grossesse pour utiliser Zelena comme appât. Une petite fille naît et Robin fera tout pour la protéger de sa mère diabolique. Dans la seconde partie de la saison 5, après le sacrifice de Hook pour détruire les ténèbres à jamais, qui n'a servi à rien puisque que Gold est redevenu le ténébreux, il se rend aux enfers en compagnie de Regina, Mary Margaret, David, Henry et Emma pour tenter de ressusciter Crochet. Zelena arrive aux enfers et a pour but de récupérer sa fille. Mais elle apprend qu'elle a eu une enfance avec Regina que Cora leur a caché. Zelena veut protéger son bébé car elle a confiance en sa sœur. Après des tentatives vaines de sauver Hook, tous les héros rentrent à Storybrooke. Mais Hadès, le Dieu des enfers est aussi à Storybrooke. Il a pour but de tuer Regina car celle-ci veut protéger sa sœur sachant que Hadès lui a menti. Alors que Hadès tente de détruire Regina avec le Crystal Olympien alors Robin se sacrifie pour elle. Pendant l'enterrement de Robin, Zelena choisit le prénom du bébé qu'ils ont eu ensemble. Elle veut rendre hommage à Robin et faire plaisir à Regina en donnant comme nom à sa fille : Robyn.

## Zelena / la Méchante Sorcière de l'Ouest

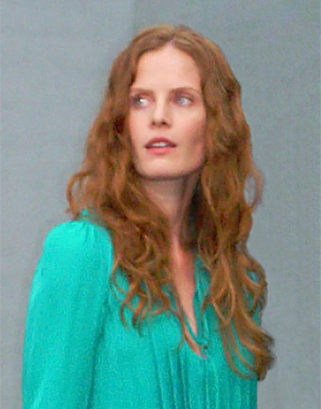
Rebecca Mader, interprète du rôle de Zelena.

Zelena est la fille de Cora et ainsi la demi-sœur de Regina. Au pays de Oz, elle devient la Méchante Sorcière de l'Ouest (The Wicked Witch en anglais). Elle découvre par Rumplestiltkin qu'elle a une sœur : Regina qui elle, a tout eu: l'amour de leur mère, un royaume et elle est devenue reine. Zelena veut alors prendre sa vengeance de sa sœur et lui prendre tout ce qu'elle a. Il est intéressant de noter que le mot Zelena en serbe signifie verte, couleur de la peau du personnage à Oz.
Il semblerait qu'elle soit une puissante sorcière.
Saison 3
À Oz, elle découvre par le magicien d'Oz qu'elle a une sœur : Regina qui elle, a tout eu: l'amour de leur mère, un royaume et elle est devenue reine. Zelena veut alors prendre sa vengeance de sa sœur et lui prendre tout ce qu'elle a.
Saison 4
Laissée pour morte dans la saison 3, car elle s'était transformée en statue par Mr Gold qui lui-même avait cru qu'il avait tué, Zelena fait son retour à New York sous la forme de Marianne dans la saison 4. Elle dévoile son jeu à Rumplestiltskin. Plus tard, elle est repérée par Regina et Emma. C'est à ce moment que Robin s'aperçoit de la supercherie et dévoile à Regina que Zelena est enceinte. De retour à Storybrooke, Zelena est enfermée dans une cellule de l'hôpital psychiatrique, d'où elle ne peut s'enfuir à cause de menotte contre sa magie et de plus elle veut voir la tête de regina a chaque fois quelle verra son ventre de plus en plus rond. Lors de la nouvelle version des contes par Isaac, Zelena est promise à Robin. Alors que Regina s'est sacrifiée, Zelena ne pense qu'à sa robe de mariée qui risque d'être tachée. Sous la colère, sa peau redevient verte et la jeune femme s'enfuit. Après l'annulation des méfaits d'Isaac, Zelena est toujours enfermée dans sa cellule.
Saison 5
Saison 6
Saison 7